# Крымское ханство
Кры́мское ха́нство (крым. Qırım hanlığı, قريم خانلغى‎), самоназвание — Улуг Орда ве Дешт-и Кипчак (крым. Uluğ Orda ve Deşt-i Qıpçaq, اولوغ اوردا و دشت قپچاق), в европейской географии и историографии Нового времени — Малая Татария (лат. Tartaria Minor) — государство в Крыму, Северном Причерноморье и на прилегающих территориях, возникшее на территории Крымского улуса в результате распада Золотой Орды и просуществовавшее с 1441 по 1783 годы. 
Кры́мское ха́нство является одним из так называемых татарских ханств. Государство было основано в 1441 году ханом чингизидом Хаджи Гераем и после захвата Крымом  Большой орды рассматривалось своими ханами как прямой наследник Золотой Орды и Дешт-и-Кипчака.
Помимо степной и предгорной части собственно Крыма занимало земли между Дунаем и Днепром, Приазовье и большую часть современного Краснодарского края России. Основную часть населения составляли крымские татары, наряду с ними проживали значительные общины караимов, итальянцев, армян, греков и других народов. В начале XVI века под власть крымских ханов перешла часть ногаев (мангытов), которые кочевали за пределами Крымского полуострова, переселяясь туда в периоды засух и бескормицы. Ханство являлось вассалом Османской империи. После установления отношений с Османской империей в 1475 году Крымское ханство обладало весьма значительной автономией как во внутренней, так и во внешней политике, имея статус «привилегированного» вассала империи. В 1783 году Российская империя завоёвывает территорию Крымского ханства и годом позднее образует в крымской части занятых территорий Таврическую область. Принадлежность Крыма к Российской империи была признана Османской империей после завершения русско-турецкой войны 1787—1791 годов и подписания мирного договора.

## Название

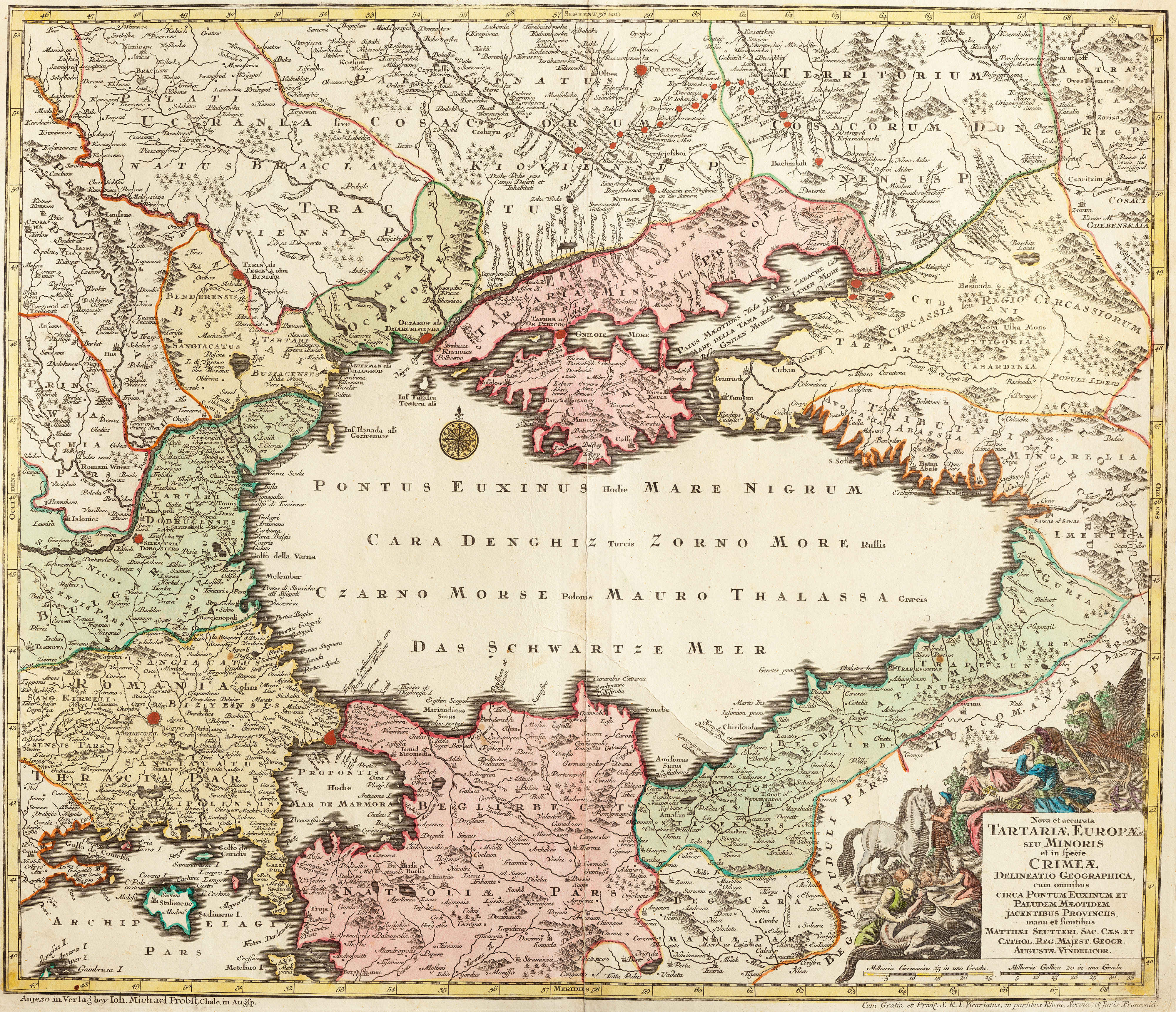
Крымское ханство («Малая Татария») на карте немецкого издателя Матеуса Зойтера, 1740 года

Крымские ханы, рассматривая своё государство как наследника и правопреемника Золотой Орды и Дешт-и-Кипчака, именовали себя ханами «Великой Орды, Великой Страны и престола Крыма». Полный титул крымских ханов, использовавшийся в официальных документах и переписке с иностранными правителями, незначительно варьируясь от документа к документу на протяжении трёх веков существования ханства, звучал так: «Милостью и помощью благословенного и высочайшего бога великий падишах Великой Орды, и Великой Страны, и престола Крыма, и всех ногаев, и горных черкесов, и татов с тавгачами, и Кыпчакской степи и всех татар» (крым. Tañrı Tebareke ve Ta’alânıñ rahimi ve inayeti milen Uluğ Orda ve Uluğ Yurtnıñ ve taht-ı Qırım ve barça Noğaynıñ ve tağ ara Çerkaçnıñ ve Tat imilen Tavğaçnıñ ve Deşt-i Qıpçaqnıñ ve barça Tatarnıñ uluğ padişahı, تنكرى تبرك و تعالينيڭ رحمى و عنايتى ميلان اولوغ اوردا و اولوغ يورتنيڭ و تخت قريم و بارچا نوغاينيڭ و طاغ ارا چركاچنيڭ و تاد يميلان طوگاچنيڭ و دشت قپچاقنيڭ و بارچا تاتارنيڭ يولوغ پادشاهى).
Согласно Гайворонскому, жители Крымского ханства на крымскотатарском языке обычно именовали своё государство Qırım yurtu, Къырым юрту, что можно перевести на русский как «Страна Крым» или «Крымская страна». Это название происходило от центра Крымского юрта времён Золотой Орды — Кырыма (Старого Крыма).
В европейских источниках часто фигурировало название Малая Тартария (Малая Татария) (лат. Tartaria Minor, итал. Tartaria Piccola, фр. De la Petite Tartarie) или реже Европейская Тартария. Англоязычные географы и писатели ещё в течение 18-го и начала 19-го веков часто называли Крымское ханство и Малую Ногайскую Орду «Малой Татарией» (англ. Little Tartary) (или подразделяли её на «Крымскую Татарию» (англ. Crim Tartary, Krim Tartary) и «Кубанскую Татарию» (англ. Kuban Tartary)). Название «Малая Татария» отличало эту территорию от (Великой) Татарии — тех земель Центральной и Северной Азии, которые населяли узбеки, кыргызы, каракалпаки и другие. В раннероссийской историографии как альтернатива названию Крымское ханство использовались названия Перекопская или Крымская орда .

## Столицы ханства

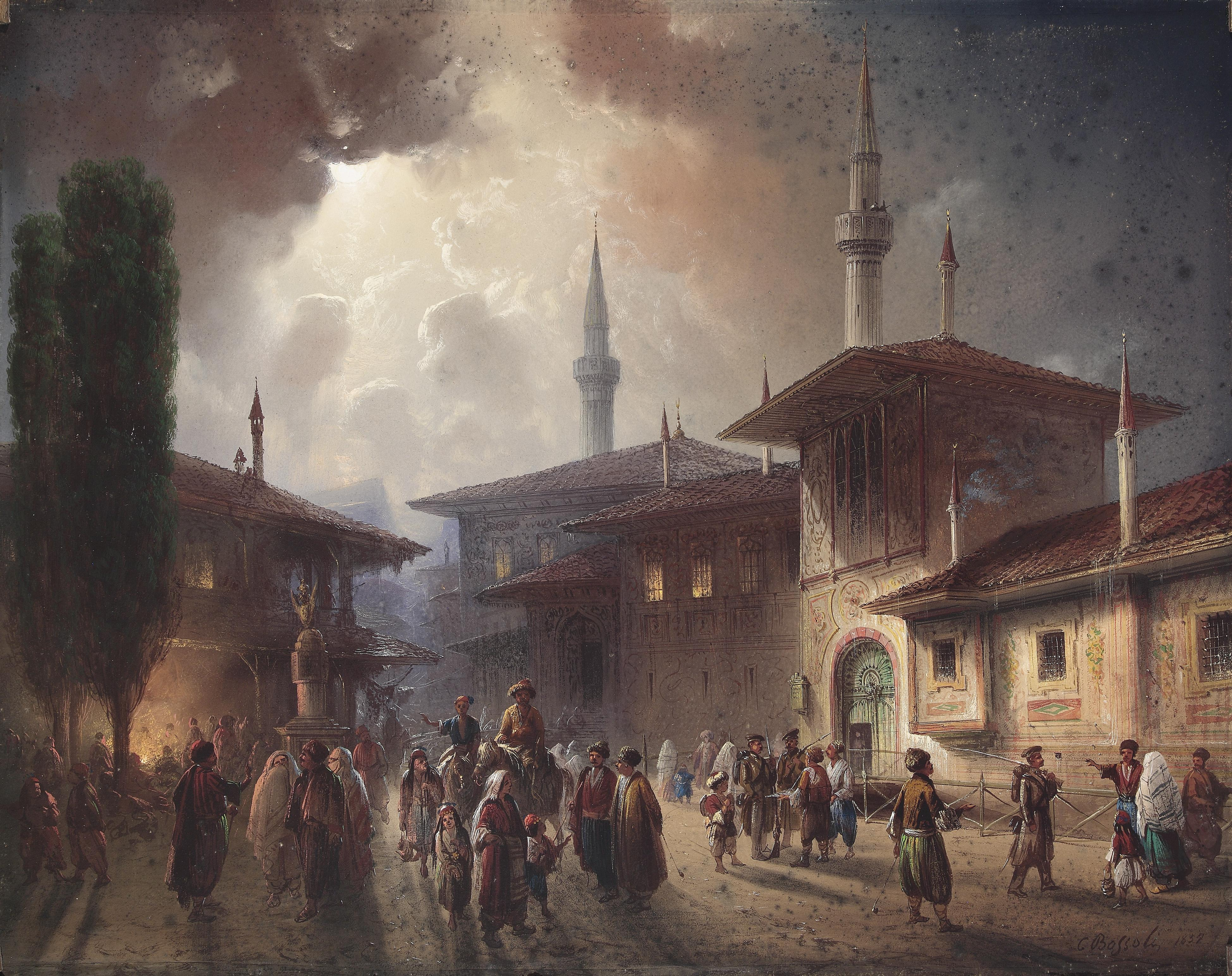
Ханский дворец (Бахчисарай), картина Карло Боссоли, 1857

Главным городом Крымского Юрта был город Кырым, известный также как Солхат (современный Старый Крым), ставший столицей хана Оран-Тимура в 1266 году. Согласно наиболее распространённой версии, название Кырым происходит из языка тюрки́ qırım — ‛яма, окоп’, существует также мнение, что оно происходит от западно-кипчакского qırım — «мой холм» (qır — холм, возвышенность, -ım — аффикс принадлежности I лица единственного числа).
При образовании в Крыму независимого от Орды государства столица была перенесена в укреплённую горную крепость Кырк-Ер, затем в расположенный в долине у подножия Кырк-Ера Салачик и, наконец, в 1532 году во вновь построенный город Бахчисарай.

## История

### Предыстория

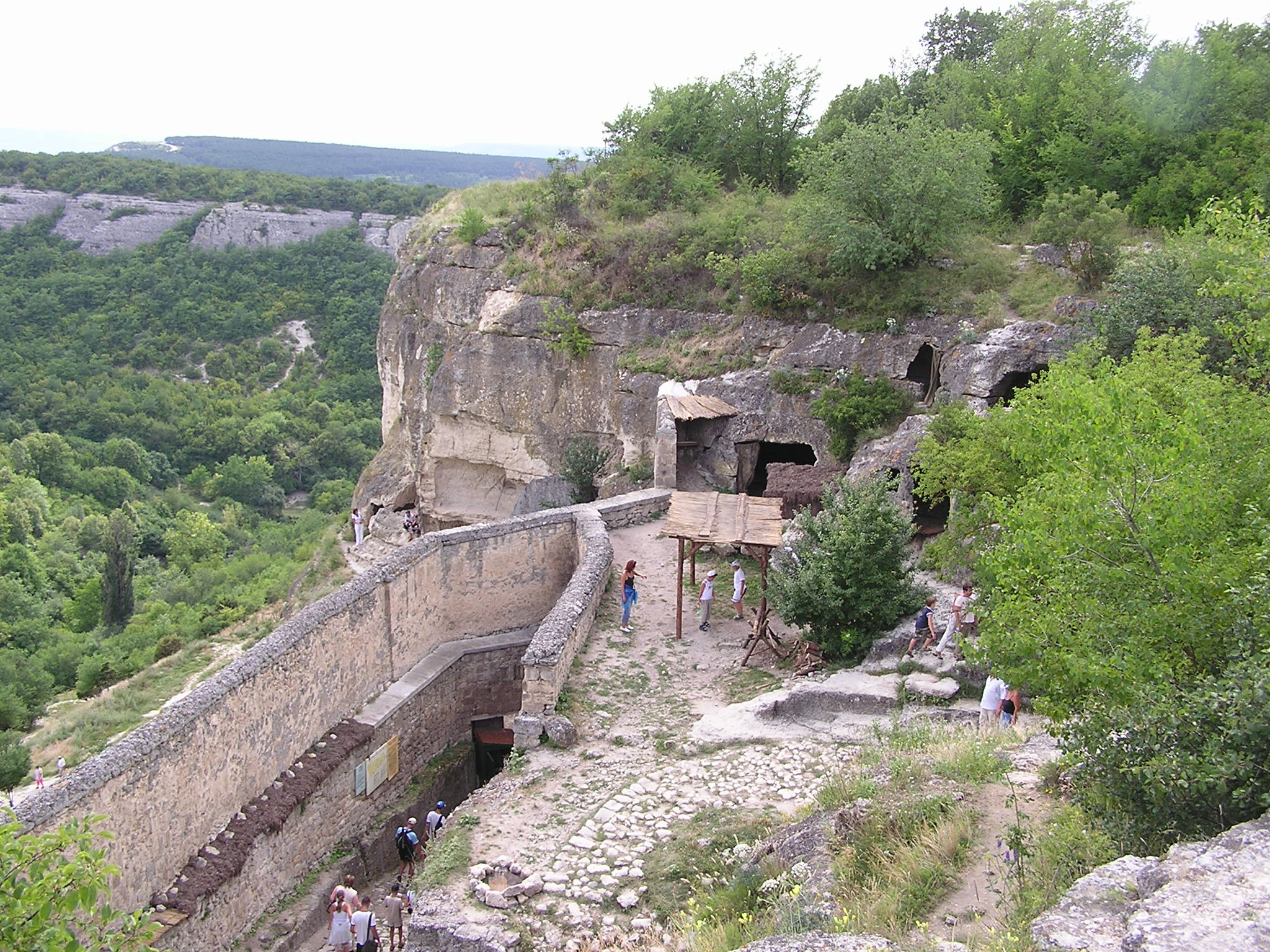
Крепость Кырк-Ор на вершине горы стала столицей Крымского улуса и первой столицей Крымского ханства

Тюркизация Крыма началась в период Хазарского каганата, хотя первые известные тюрки появились в Крыму в VI веке, во время завоевания Крыма Тюркским каганатом. В середине 13 века Крым, населенный в основном тюрками-кыпчаками (половцами), стал владением Улуса Джучи, известного как Золотая Орда или Улу Улус. В эту эпоху процесс тюркизации усилился. Однако на побережье возникли фактически независимые генуэзские фактории, с которыми татары (самоназвание кыпчаков — татарлар) поддерживали торговые отношения.
В ордынский период верховными правителями Крыма были ханы Золотой Орды, но непосредственное управление осуществляли их наместники — эмиры. Первым формально признанным властителем в Крыму считается Аран-Тимур, племянник Батыя, получивший эту область от Менгу-Тимура, а первым центром Крыма стал древний город Кырым (Солхат). Это название затем постепенно распространилось и на весь полуостров. Вторым центром Крыма стала долина, примыкающая к Кырк-Еру и Бахчисараю.

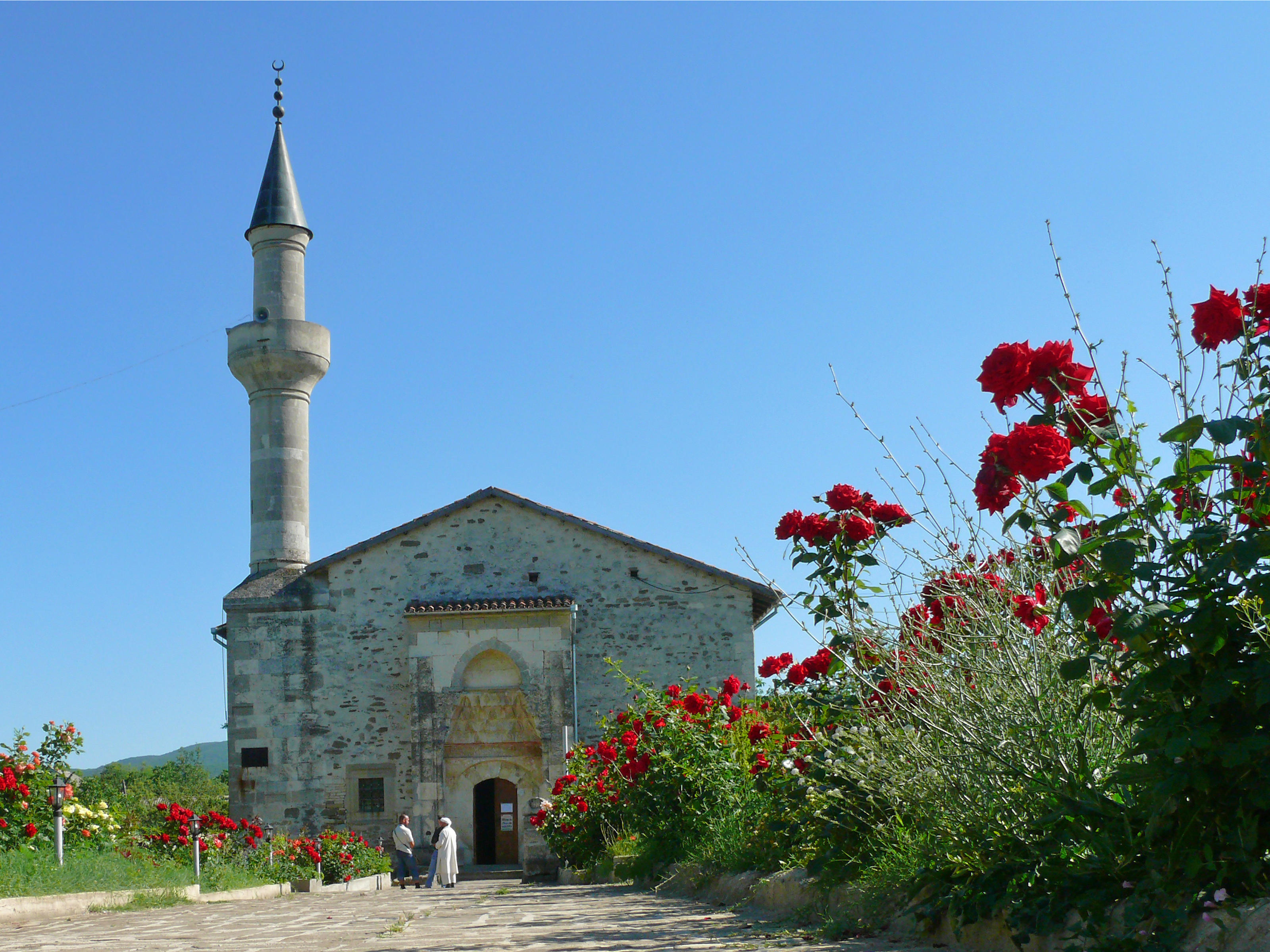
Мечеть хана Узбека в городе Эски Кырым (Солхат), построенная в золотоордынский период

Многонациональное население Крыма тогда состояло в основном из обитавших в степной и предгорной части полуострова кыпчаков (половцев), греков, готов, аланов и армян, живших в основном в городах и горных селениях. Крымская знать была в основном кыпчакского происхождения.
Ордынское правление для народов, населявших Крымский полуостров, в целом было тягостно. Правители Золотой Орды неоднократно устраивали карательные походы в Крым, когда местное население отказывалось выплачивать дань. Известен поход Ногая в 1299 году, в результате которого пострадал ряд крымских городов. Как и в других регионах Орды, в Крыму уже вскоре стали проявляться сепаратистские тенденции.
В 1303 году в Крыму был создан самый известный письменный памятник кыпчакского или половецкого языка (названный на кыпчакском tatar tili) — «Кодекс Куманикус», который является старейшим памятником крымскотатарского языка, имеющим огромное значение для истории кыпчакских и огузских говоров — как непосредственно связанных с кыпчаками (половцами, куманами) причерноморских степей и Крыма.
С 1361 по 1380 год Крым был резиденцией эмира Мамая — создателя Мамаевой Орды.
Существуют предания о том, что в XIV веке Крым неоднократно подвергался разорению армией Великого княжества Литовского. Великий князь Литовский Ольгерд разбил татарское войско в 1363 году близ устья Днепра, а затем вторгся в Крым, опустошил Херсонес и захватил здесь ценные церковные предметы. Подобное предание существует и о его преемнике по имени Витовт, который в 1397 году дошёл в крымском походе до самой Кафы и вновь разрушил Херсонес. Витовт в крымской истории известен также тем, что во время ордынской смуты конца XIV века предоставил убежище в Великом княжестве Литовском значительному количеству татар и караимов, потомки которых живут теперь в Литве и Гродненской области Беларуси. В 1399 году Витовт, выступивший на помощь ордынскому хану Тохтамышу, был разбит на берегах Ворсклы соперником Тохтамыша Тимур-Кутлуком, от лица которого Ордой управлял эмир Едигей, и заключил мир.

### Возникновение ханства
К началу XV века Крымский Юрт уже сильно обособился от Золотой Орды и заметно усилился. В состав его входила, помимо степного и предгорного Крыма, часть горной части полуострова и обширные степи северного Причерноморья. После смерти Едигея в 1420 году Орда фактически утратила контроль над Крымом. После этого в Крыму началась борьба за власть, победителем из которой вышел первый хан независимого Крыма и основатель династии Гиреев Хаджи I Гирей. В 1427 году он объявил себя властелином Крымского ханства. В 1441 году избран ханом и возведён на престол.
К середине XV века золотоордынский период в истории Крыма был окончательно завершён, сотрясаемая смутами Золотая Орда распалась на части.

#### Джанике и её роль в обособлении Крыма

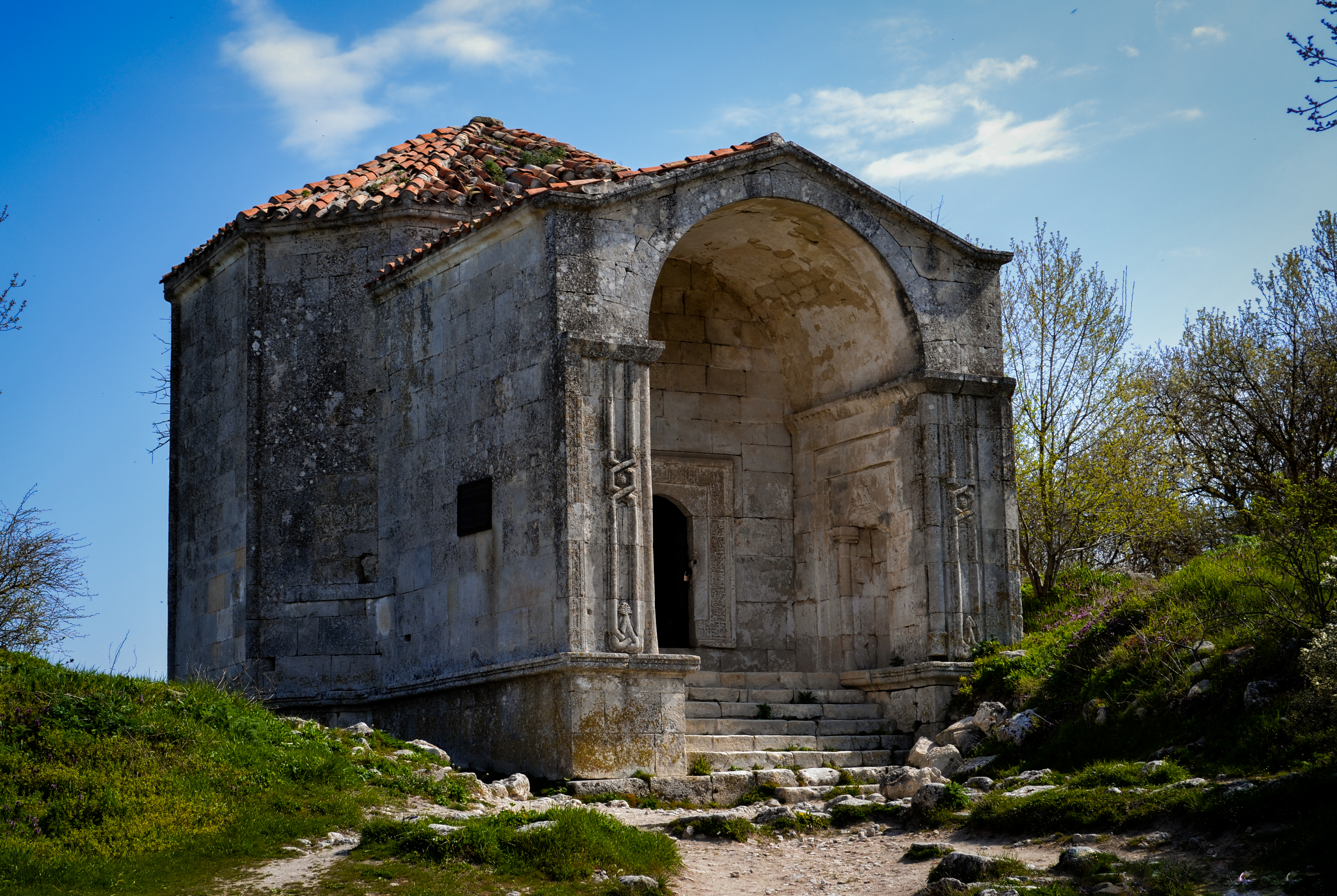
Дюрбе Джанике-ханым

Джанике-ханым во время своего правления в Кырк-Оре оказывала поддержку Хаджи Гераю в борьбе с потомками Тохтамыша, Кичи-Мухаммедом и Сайид Ахмадом, которые, так же как и Хаджи Герай, претендовали на полную власть в Крыму и, вероятно, видела в нём своего наследника на крымском престоле. В источниках XVI—XVIII веков позиция, согласно которой обособление крымскотатарского государства возводилось к Тохтамышу, а Джанике была самой важной фигурой в этом процессе, полностью преобладала.

### Переход Крыма под вассалитетОсманской империи

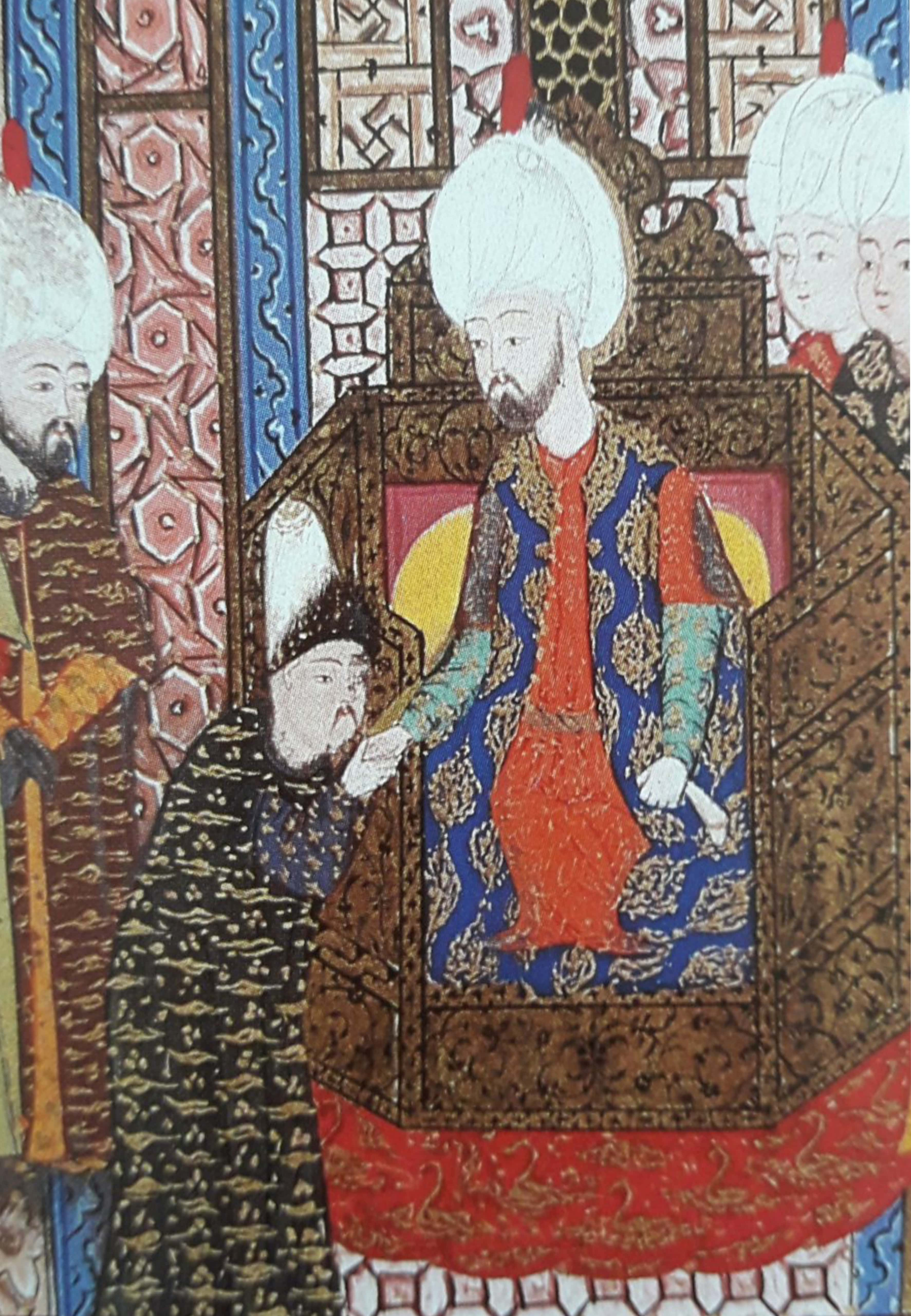
Крымский хан Девлет Гирей и турецкий султан Сулейман I

Заняв трон в 1441 году, Хаджи I Герай царствовал до своей смерти в 1466 году.
В 1475 году Османская империя завоевала генуэзские колонии и последний бастион Византийской империи — княжество Феодоро, населённое христианами (греками, аланами, готами и др.), численностью до 200 тыс. чел., которые в течение последующих трёх столетий большей частью (особенно на южном побережье) приняли ислам и стали частью крымскотатарского народа, а именно одним из его субэтносов — южнобережцами. Эти территории, охватившие большую часть Горного Крыма, а также ряд крупных городов и крепостей Причерноморья, Приазовья и Кубани, вошли в состав турецких владений, управлялись султанской администрацией и не подчинялись ханам. Османы содержали в них свои гарнизоны, чиновничий аппарат и строго взимали налоги с подвластных земель.
Считается, что с 1580-х Крымское ханство официально стало вассалом Османской Порты и сохранилось в этом качестве до Кучук-Кайнарджийского мира 1774 года. В 1584 году крымский хан Мехмед II Герай был низложен османским султаном за неподчинение, с этого момента утверждение и смещение ханов обычно осуществлялось по воле Порты.
В российской исторической науке доминирует представление о Крымском ханстве как о вассале Османской империи на протяжении практически всего периода его существования. Однако существуют мнения, что Крымское ханство было независимым государством, и не являлось вассалом Османской империи.
Французский историк и географ XVII века Дюваль Д’Абвиль характеризует отношения между Крымом и Османской империей в то время как конфедерация, то есть союз равноправных государств, при котором образующие союз государства сохраняют свою независимость, имеют собственные органы власти и управления.

### Отношения с соседями в ранний период

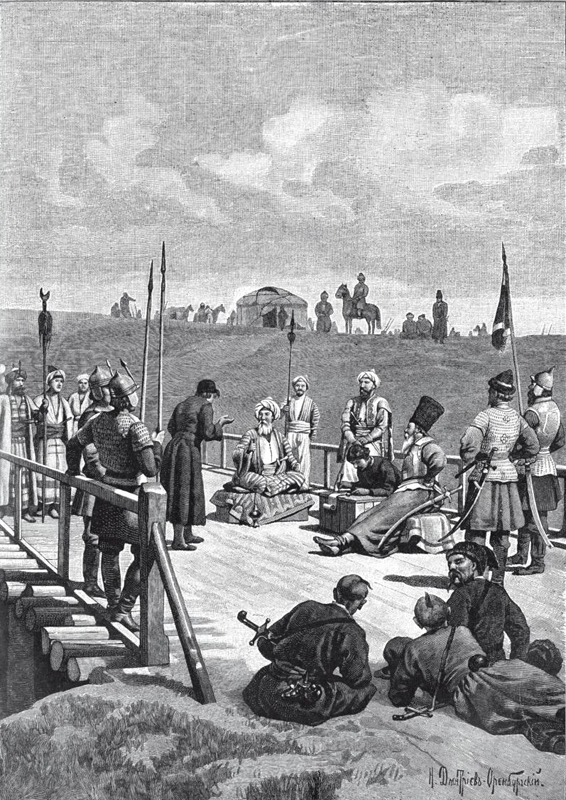
Переговоры с ханским послом 1593 на картине русского художника Николая Дмитриевича Дмитриев-Оренбургского, XIX век

В 1523 году крымский хан Саадет I Герай, только вступивший на престол, прислал письмо великому князю московскому Василию III. В нём правитель Крыма, описывая свои отношения с соседями, писал:
И как салтан Сюлеймен Шаг — таков у меня брат есть, так же и астороканской Усейн-царь — то мне брат же, айв Казани Саип-Гирей царь — и то мне родной брат, и с ыную сторону казатцкой царь — то мне брат же, а Агыш князь — мой слуга, а с сю сторону черкасы и Тюмени — мои же, а король — холоп мой, а волохи — и то мои нутники и стадники.
В этом перечне братьями (равными по статусу крымскому хану правителями) обозначены: турецкий султан Сулейман Великолепный, астраханский, казанский и казахский ханы (в русском переводе — «цари»). Отмечено более низкое и зависимое положение ногайского мурзы Агыша, северокавказских черкесов и татар, а также волохов (предков румын и молдаван). «Король», упомянутый в письме, — Сигизмунд I Старый, король польский и великий князь литовский, назван холопом Саадет Герая. Некоторые исследователи, приводя данный текст, комментируют его как «явно неправдоподобную картину», однако доктор исторических наук Антон Анатольевич Горский, ведущий научный сотрудник Института российской истории РАН, отрицает это. Горский пишет, что текст отчасти соответствовал действительности: казанский хан Сахиб Герай действительно приходился родным братом Саадет Гераю. Указание на зависимость от крымского хана части ногаев и населения Предкавказья также не противоречило действительности, так как своих ханов у этих народов не было, и правитель Крымского ханства, считавший себя главным наследником Золотой Орды, признавался ими номинальным сюзереном. Определение в качестве «нутников и стадников», то есть торговцев скотом и пастухов хана молдаван, как пишет Горский, не тянет более чем на незначительное преувеличение. А термин «холоп» («холоп» здесь — перевод тюркского кул — раб), которым назван Сигизмунд I, нередко использовался в межгосударственных отношениях и обозначал зависимого правителя, вассала, а не раба. Кроме того, согласно Горскому, правителями, по отношению к которым другие носители власти определяли себя как «холопов», были по преимуществу ханы. Так, польский историк даже пишет об «иге» Крымского ханства над Польшей и Литвой: «В начале XVI в. польско-литовское государство оказалось, как когда-то Русь, под татарским игом, признавая верховную татарскую власть над своими землями», что позволяло Саадет Гераю именовать короля Польши своим холопом. По оценкам нунция О. Паллавичини, сумма периодических выплат в Крым из Польши, в разные периоды времени, составляла 200 000 флоринов.
В марте 1474 года московский князь Иван III Васильевич и крымский хан Менгли I Герай обменялись делегациями для заключения военно-политического договора, направленного против Великого княжества Литовского и Большой Орды. В дальнейшем, в промежуток с 1474 по 1480 гг. было подписано большое количество соглашений. Оба правителя, московский и крымский, обязывались отменить все виды пошлин для дипломатов обоих государств, которых должны были принимать лично, соблюдать договоренность о ненападении, а также, что самое главное, обязывались оказывать друг другу военную поддержку против враждебной литовско-ордынской коалиции.
В 1480 году ордынский хан Ахмат двинул свое войско на Русь, к началу октября его армия уже стояла на правом берегу р. Угры. Форсирование реки открыло бы хану прямой путь на Москву. Однако войска Ивана III не пропускали через нее ордынцев — их отстреливали из луков и огнестрельных орудий (пищалей, пушек). В таких условиях Ахмат рассчитывал на поддержку своего союзника, польско-литовского короля Казимира IV. Иван III, тем временем, обратился за помощью к своему союзнику. Менгли I Герай отозвался на просьбу и совершил поход на южные рубежи Великого княжества литовского; тем самым он отвлек на себя внимание его армии. Так и не дождавшись подхода литовских сил, Ахмат повернул обратно в степь.
C конца XV века Крымское ханство совершало частые походы на Литву и Польшу, а после распада русско-крымского союза по смерти Ивана III — и на Русское государство. Первый такой поход был совершен в 1507 году, когда войска Крымского ханства захватили и разграбили города Белёв и Козельск. В 1521 году крымский хан Мехмед Гирей в союзе с казанцами и астраханцами совершил опустошительный поход на Москву, разбив русские войска на Оке, однако не сумел взять Рязань. 20 лет спустя в 1541 году крымское войско вновь атаковало Россию, однако в этот раз благодаря умелым действиям русских воевод, не смогло преодолеть Оку, и взять города, после чего отступило, понеся потери.
Крымские татары и ногаи владели в совершенстве тактикой набегов, выбирая путь по водоразделам. Главным из их путей к Москве был Муравский шлях, шедший от Перекопа до Тулы между верховьями рек двух бассейнов, Днепра и Северского Донца. Крымско-ногайские набеги на Русь — регулярные нападения крымцев и ногайцев на земли Руси, начавшиеся в конце XV века после обособления Крымского ханства, в котором большое значение приобрели набеговое хозяйство и работорговля. Наибольшую интенсивность набеги приобрели на протяжении XVI—XVII веков, когда совершались почти каждое лето, и продолжались с несколько меньшей остротой вплоть до присоединения Крымского ханства к Российской империи в конце XVIII века.
Захват пленников — ясыря — и торговля ими была надежным доходом ханства, так как плотность населения в степи была сравнительно низка, а сельское хозяйство там было рудиментарным. Мария Иваникс пишет, что из-за частых засух и эпидемий часть кочевых ногайских татар, живших в степи под сюзеренитетом крымского хана, была вынуждена заниматься торговлей рабами в качестве единственного надёжного средства к существованию. Пленники (в основном русские, поляки и черкесы) продавались в Турцию, на Средний Восток и даже в европейские страны. Из общего дохода Османской империи в Крыму в 1577-78 годах лишь 29 % приходилось на работорговлю. В 1529 году 10 000 золотых монет, примерно четверть таможенного дохода самого оживленного порта, Кафа, была получена из вывозимых из Крыма рабов. Исходя из данных по 1529 году, турецкий историк крымскотатарского происхождения Халил Иналджик приводит цифру в 17 502 пленных за 14 месяцев.

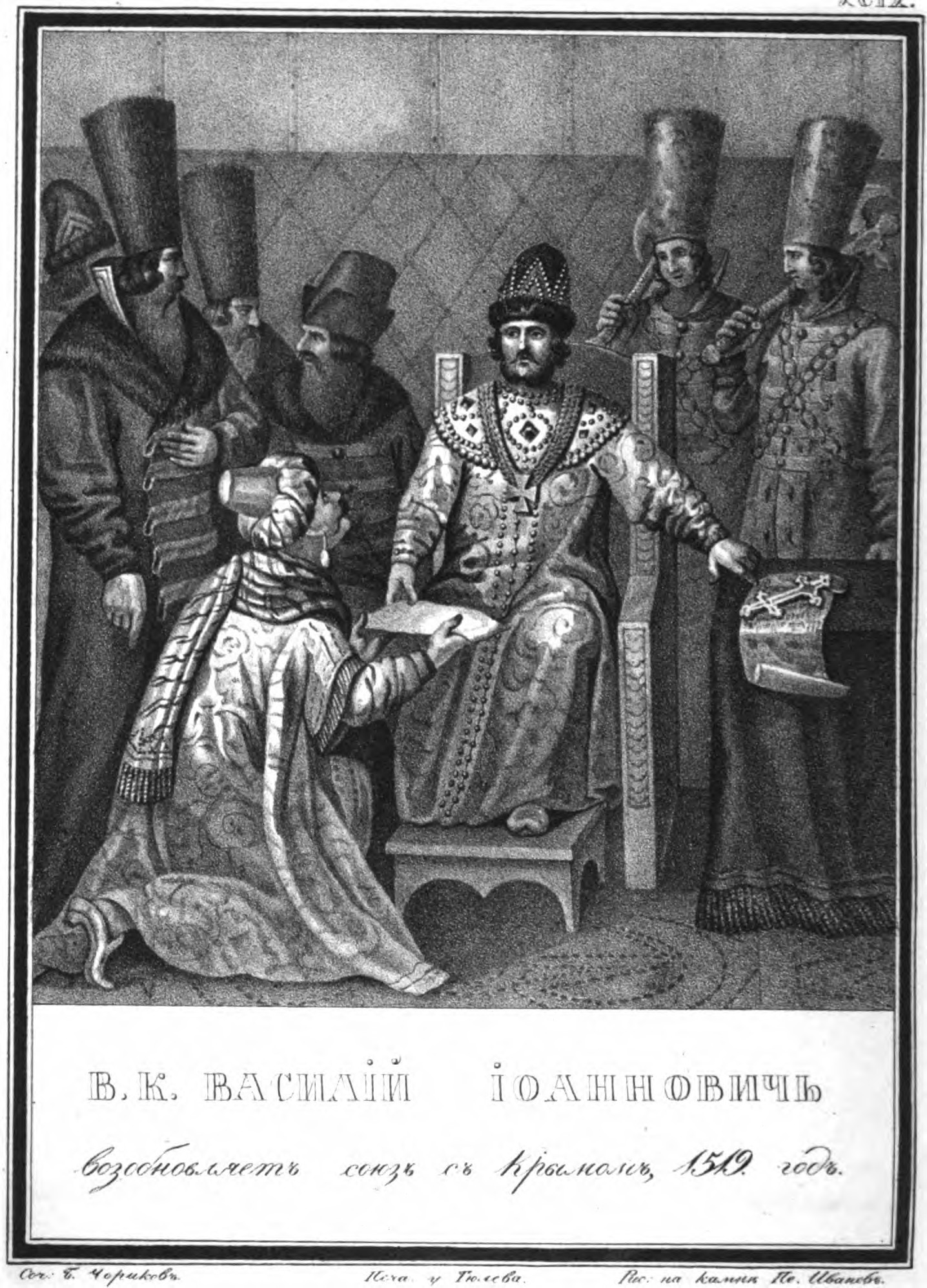
Крымский посол у русского государя Василия III

В самом Крыму ясыря татары оставляли немного. По старинному крымскому обычаю рабов отпускали в вольноотпущенники через 5−6 лет неволи — есть ряд свидетельств русских и польских документов о возвращенцах из-за Перекопа, которые «отработались». Некоторые из отпущенных на волю предпочитали остаться в Крыму. Известен описанный историком Дмитрием Яворницким случай, когда напавший на Крым в 1675 году атаман запорожских казаков Иван Сирко захватил огромную добычу, в том числе около семи тысяч христианских пленников и вольноотпущенников. Атаман обратился к ним с вопросом, желают ли они идти с казаками на родину или вернуться в Крым. Три тысячи изъявили желание остаться, и Сирко приказал перебить их. Тех, кто в рабстве менял веру, отпускали сразу.

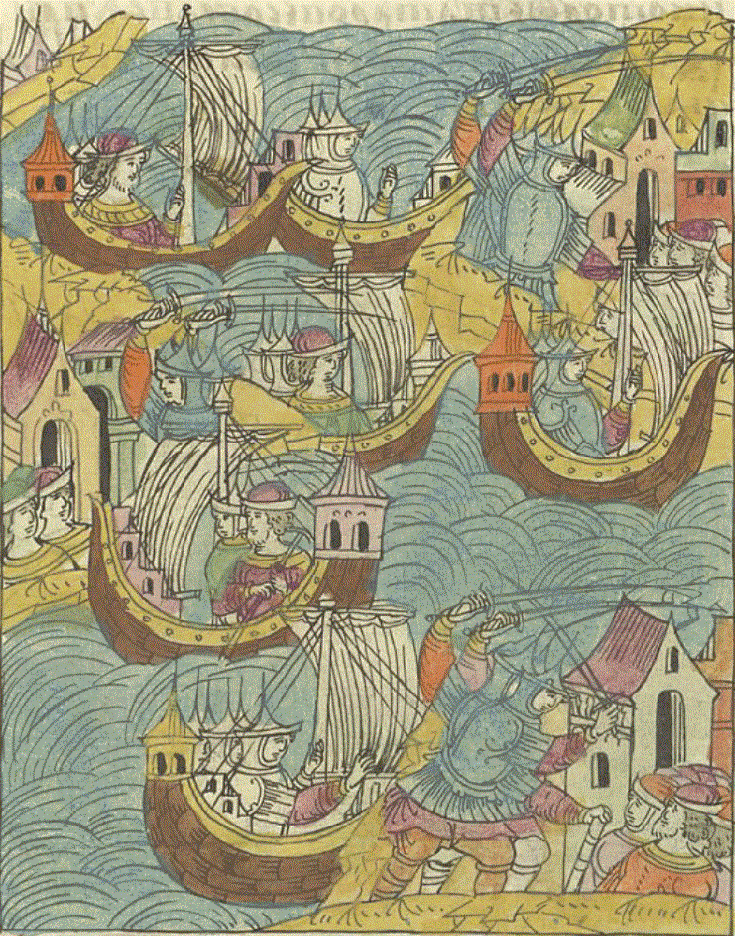
Поход Даниила Адашева на Крым

Хан Девлет I Герай вёл постоянные войны с Иваном IV Грозным, добиваясь восстановления независимости Казани и Астрахани. В 1552 году крымские войска двинулась на Москву, пытаясь отвлечь войска Ивана Грозного от похода на Казань, однако потерпели поражение под Тулой, после чего русские взяли Казань. В 1555 году Девлет Гирей вновь попытался напасть на Москву, но не смог одолеть русский отряд в битве у села Судбищи, и опасаясь встречи с основным русским войском ушёл обратно в Крым. В 1559 году русский воевода Даниил Адашев совершил поход в Крым на лодках по Днепру. Впервые достигнув Крыма русские опустошили западную часть полуострова и, освободив большое количество христианских пленников, беспрепятственно вернулись домой.

Крымское ханство в конце XVI века

В 1569 году Турция при поддержке крымского хана организовала военный поход в Поволжье для взятия Астрахани и реализации проекта соединения Волги и Дона каналом. Однако прорыть канал, как и взять Астрахань турецко-татарская армия не смогла и турецкий поход потерпел неудачу.
В мае 1571 года, пользуясь отвлечением основных сил русской армии на войну в Ливонии, Девлет Герай во главе армии из 40 тысяч всадников напал на Москву и сжёг её, за что получил прозвище Тахт Алган («взявший трон») сам Иван Грозный бежал из Серпухова, где был с опричниною, к Ярославлю, оставив Москву без войска.
На следующий год Девлет Герай вновь собрал колоссальную армию, усилив её турецкими янычарами и ногайскими отрядами, начал набег на Москву, желая окончательно завоевать Русское государство. 2 августа 1572 года в 50 верстах южнее Москвы, русские войска под предводительством князей Михаила Воротынского и Дмитрия Хворостинина в Битве при Молодях разгромили кратно превосходящую их войско татарско-турецкую армию, нанеся ей огромные потери. Девлет Герай с остатками войска бежал. Отражение крупного завоевательного похода, целью которого было возобновление подчинения ослабленного Русского государства по образцу золотоордынского ига, позволило России отстоять все поставленные под вопрос достижения предыдущих ста лет: независимость, единство, а также контроль над Казанью и Астраханью.
В 1591 году хан Крыма Газы II Герай, впервые после Молодинского сражения, вновь повёл татарскую орду на Москву. Однако в битве под стенами Москвы крымское войско потерпело поражение и обратилось в бегство, понеся значительные потери. Этот набег был последним, в котором войска Крымского ханства сумели подойти к Москве.

### XVII — начало XVIII века

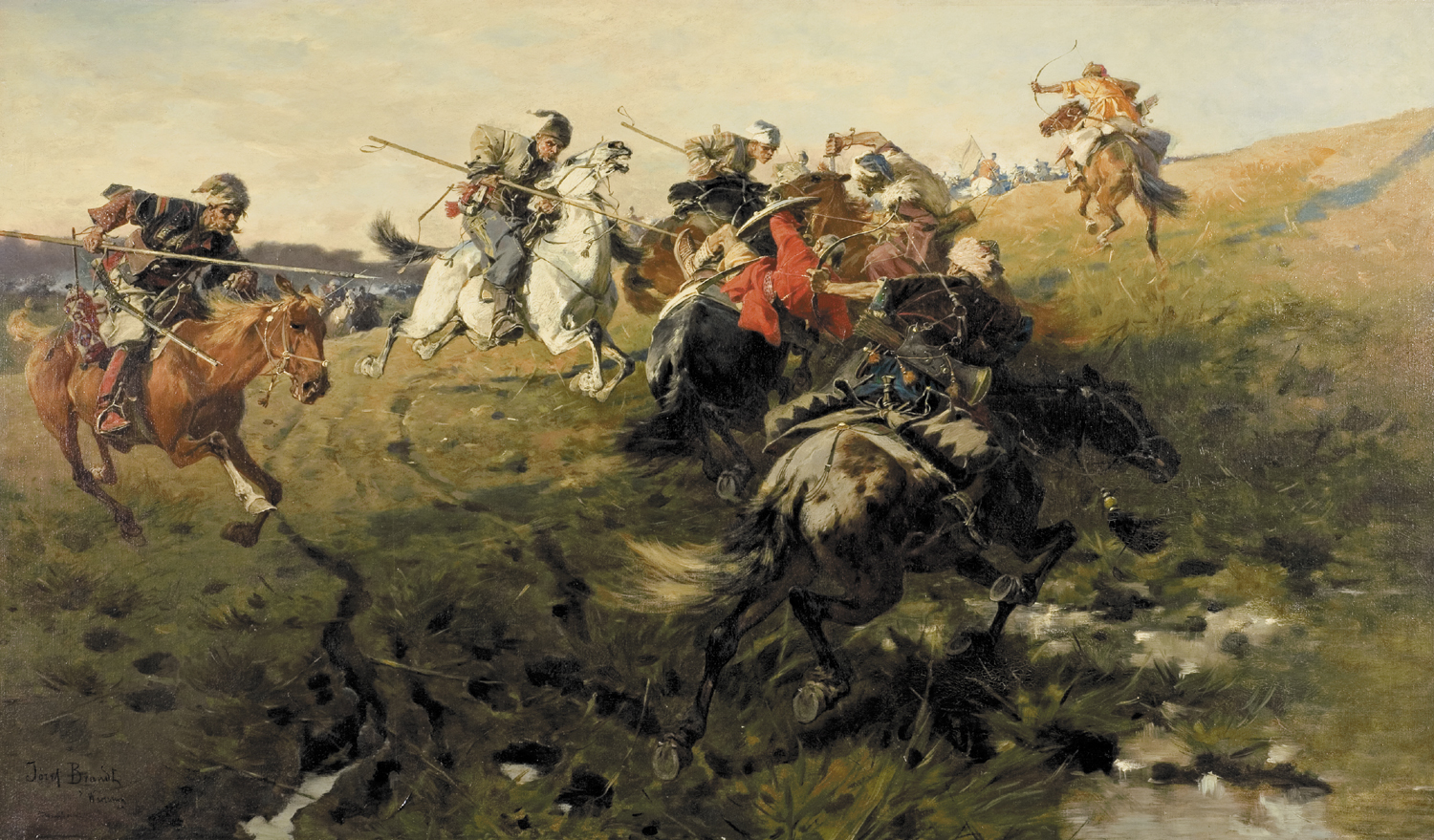
Стычка казаков с татарами

С начала XVII века участились смены ханов на крымском престоле, лишь отдельные представители династии Гиреев пытались оказать реальное противодействие всеобъемлющему контролю правительства Османской империи над ханством. Так, Мухаммед-Гирей III и его брат калга Шагин-Гирей в 1624 отказались подчиниться указу султана Мурада IV о смещении хана и в 1624 году заключили договор с Запорожской Сечью, направленный против Османской империи. Однако в 1628 году новое вооружённое столкновение Крымского ханства с Османской империей завершилось поражением объединённых крымско-запорожских войск и привело к изгнанию Мухаммед-Гирея III и Шагин-Гирея из Крыма. Одновременно усиливались центробежные силы со стороны ногайских орд.
Ислам III Герай (1644—1654) оказывал военную помощь гетману Богдану Хмельницкому в Освободительной войне с Польшей. Однако в 1653 году крымский хан предал Хмельницкого, и перешёл на сторону Польши. Новый хан Крыма Мехмед Герай, не желая усиления России, переориентировался на поддержку ослабленной войной Польши. В 1655 году в битве под Озёрной татарско-польская армия была разбита русско-казацкими войсками, и хан на время отказался от вмешательства в конфликт. Тем не менее уже через 4 года крымско-польская армия нанесла русским тяжёлое поражение под Конотопом, и до конца войны крымские отряды участвовали в операциях польских войск против России.
Как указывал турецкий путешественник Эвлия Челеби в 1660 году крымские татары имели северную границу у замка Ор-капу (Перекоп), степь тоже принадлежала хану, но там кочевали ногайцы: адиль, шайдак, ормит. Они платили подать за выпас стад и доставляли в Крым масло, мёд, рогатый скот, овец, ягнят и ясырь. Он же сообщает, что «татары имеют 12 языков и говорят через переводчиков». Крым на тот момент состоял из 24 казалыков; кади назначал хан, кроме четырёх в эйалете каффенском, находившегося под властью султана. Имелось также «40 бейликов», где бей означало «начальник рода», и ему подлежали мурзы. Войско хана насчитывало 80 000 солдат, из них 3000 — «капыкулу» (мн. ч. «капыкуллары»), то есть гвардия хана, оплачиваемая султаном 12 000 золотых «на сапоги», вооружены были мушкетами.
Хан Селим I Герай (Хаджи Селим Герай) занимал престол четыре раза (1671—1678, 1684—1691, 1692—1699, 1702—1704). В союзе с османцами он вёл удачную войну с Речью Посполитой и неудачную с Россией; за последние неудачи лишился власти и попал на остров Родос. Во второе правление удачно отражал войска князя Голицына, посланного царевной Софьей (в 1687 г. и в 1688—1689 гг. (Оба крымских похода были неудачны, но отвлекли крымские войска от помощи туркам в Венгрии). Во время его третьего правления русский царь Пётр I пытался утвердиться на Азовском море: он совершает поход на Азов (1695), но эта попытка была для него неудачна, так как он не имел флота, чтобы взять приморскую крепость; весной 1696 г. он с сооружённым зимой флотом взял Азов (в 1711 году Азов был временно им потерян на 25 лет). В 1699 году Селим I Герай отказывается от престола в пользу сына. В 1702 году снова занял престол по многочисленным просьбам крымцев и правил до своей смерти в 1704 году.

#### Правление Адиль Герая
Взойдя на престол, Адиль Герай (1666—1671 гг.) пытался реформировать налоговую систему, обложив знать более высокими налогами, что, однако, не привело к ожидаемому результату и вызвало вооружённый мятеж рода Ширин.
Адиль Герай также вёл переговоры с запорожским гетманом Петром Суховием о возможности союза против Османской империи и Речи Посполитой. Хан должен был помочь гетману в войне с Польшей, а запорожцы в свою очередь оказать Крыму помощь в свержении зависимости от Турции. Однако проект так и остался неосуществлённым.

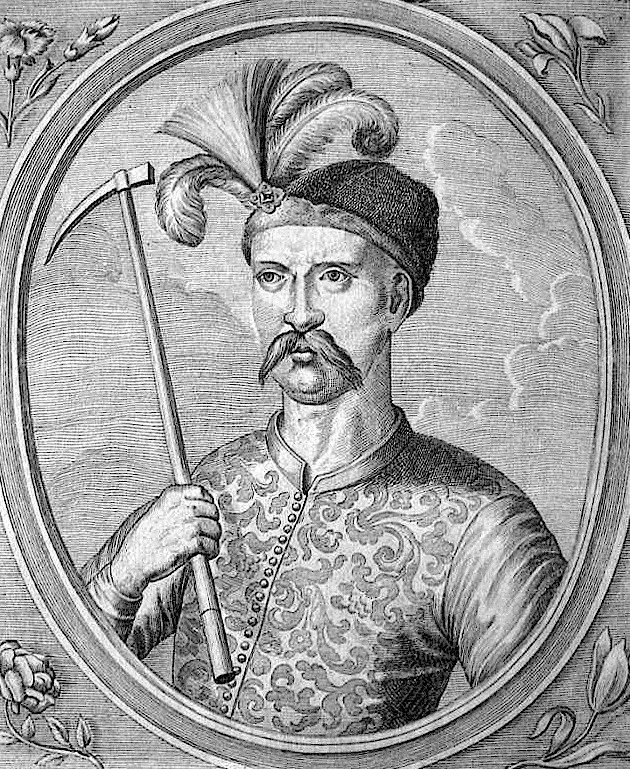
Хан Адиль Герай
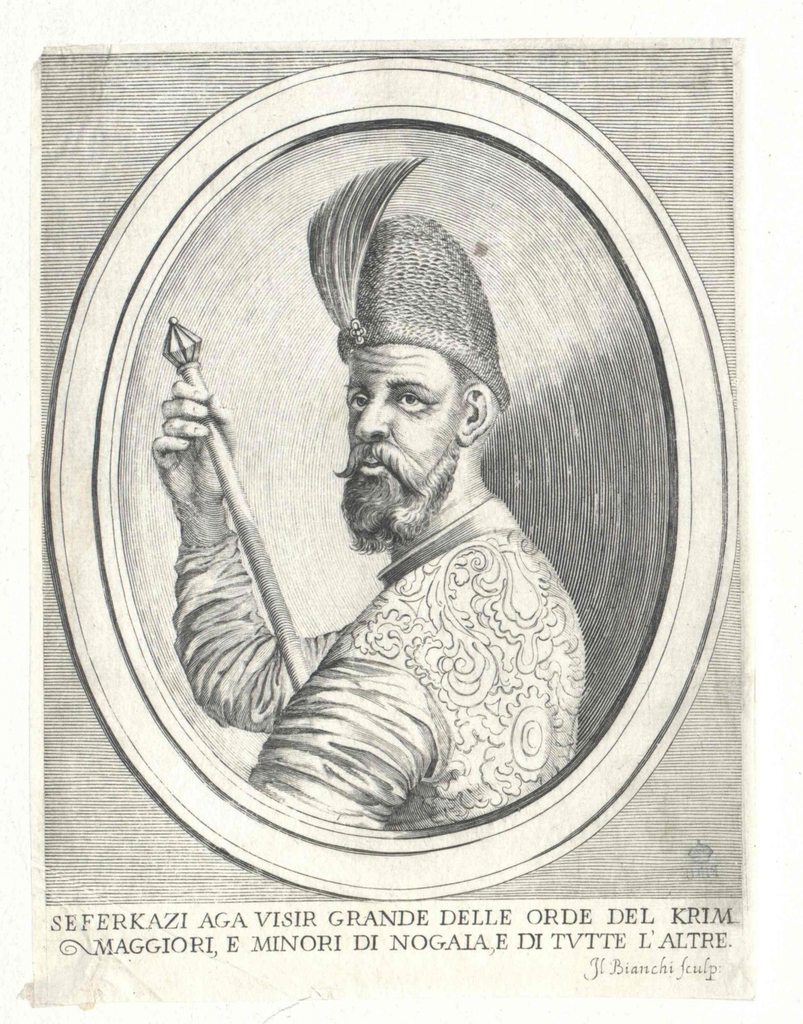
Сеферкази-ага, великий визирь орды крымской, малой, ногайской

#### Судебная реформа

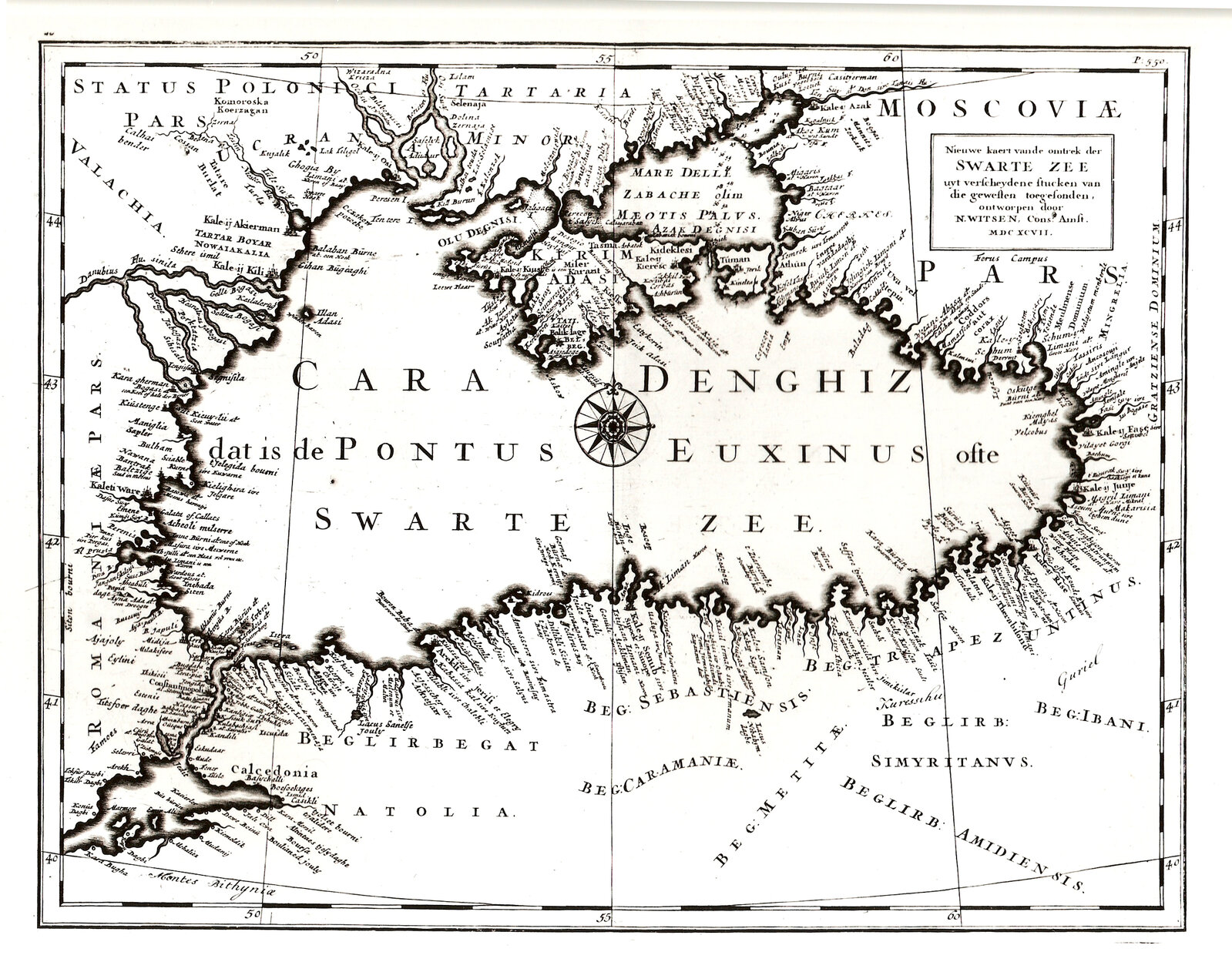
Карта черноморского региона в правление Мурада Герая, на карте отмечены, кроме прочего, Kırım Adası (с тюркского — «Крымский остров») и Cara Denghiz (также с тюркского — Чёрное море). Слева от Крымского ханства (в европейской географии нового времени — Tartaria Minor) отмечена Украина, а справа — Московия. Николаас Витсен, 1682 год

Мурад Герай во время своего правления (1678—1683) провёл важную судебную реформу в Крымском ханстве. До реформ хана Мурада Герая шариатский суд Крымского ханства подчинялся муфтию, который назначался духовными властями в Стамбуле. Хан Мурад Герай учредил суд тёре (тёре, яса — свод древних обычаев) и ввёл должность верховного судьи — тёре-баши, которого назначал сам Крымский хан.
Судебная реформа хана Мурада Герая апеллировала к родовой знати Крыма, так как базировалась на древних сводах законов и тюркских обычаях. Реформа способствовала значительному укреплению положения хана в Крыму.

#### Отмена денежных выплат знати ханом Хаджи II Гераем
Хаджи II Герай, прибыв в Крым в звании хана в 1683, отменил денежные выплаты, причитавшиеся должностным лицам из ханских доходов. Этим хан сильно настроил против себя и родовую, и служилую знать. Кроме того, он задумал провести репрессии против сильного рода Ширин, чем вызвал открытое сопротивление. Хан стал очень непопулярен в народе. Восставшие беи, объединившись с представителями служилой знати, подошли к Бахчисараю и заняли ханский дворец. Хан был вынужден бежать из Бахчисарая в крепость Мангуп, а оттуда в Турцию.

### Союз с Карлом XII и Мазепой
В начале XVIII века Крым оказывается в довольно двусмысленном положении. Международные порядки, установившиеся после Константинопольского мирного договора 1700 года, запрещали крымцам совершать военные походы на земли Российской Империи. Султанский диван, заинтересованный в сохранении мира, был вынужден ограничивать вторжения крымских войск в пределы чужих государств, что вызывало серьёзные возражения в Крыму, выразившиеся в ходе мятежа Девлета II Герая в 1702—1703 годах. Карл XII весной 1709 года, накануне Полтавы, неоднократно обращался к Девлету II с предложением военно-политического союза. Только благодаря позиции Турции, не имевшей серьёзного намерения воевать с Россией, Крым сохранил нейтралитет во время Полтавской битвы.
Оказавшись после Полтавы на территории Турции, в Бендерах, Карл XII наладил тесный контакт со Стамбулом и Бахчисараем. Если турецкая администрация Ахмеда III проявляла серьёзные колебания в вопросе о войне, то Девлет II Герай был готов броситься в любую авантюру. Не дожидаясь начала войны, он 23 января 1711 года заключил Кайрский договор с находившимся при Карле XII преемником Мазепы Филиппом Орликом и запорожцами. Условия договора были следующие:
1. Хан обязался быть союзником запорожцев, но при этом не брать их в свою протекцию и подчинение;
2. Девлет II давал обещание добиться освобождения Украины от московского владычества, при этом он не имел права брать пленных и разорять православные церкви;
3. Хан обещал всеми силами способствовать отделению Левобережной Украины от Москвы и её воссоединению с Правобережной в единое независимое государство[65].

6—12 января 1711 г. крымская армия вышла за Перекоп. К Киеву направились Мехмед Герай с 40 тыс. крымцев в сопровождении 7—8 тыс. орликовцев и запорожцев, 3—5 тыс. поляков, 400 янычар и 700 шведов полковника Цюлиха.
В течение первой половины февраля 1711 г. крымские татары легко овладели Брацлавом, Богуславом, Немировом, немногочисленные гарнизоны которых не оказали практически никакого сопротивления.
Летом 1711 г., когда Пётр I с 80-тысячной армией отправился в Прутский поход, крымская конница численностью в 70 тысяч сабель совместно с турецкой армией окружила войска Петра, оказавшиеся в безнадёжном положении. Сам Пётр I чуть не попал в плен и был вынужден подкупить турецкого визиря, что позволило ему подписать мирный договор на более выгодных для России условиях, чем могло быть. В переговорах участвовал Петр Шафиров, крещёный еврей, — хитрый и умный человек. По условиям Прутского мира Россия потеряла выход к Азовскому морю и свой флот в азовско-черноморской акватории. При этом известный французский деятель просвещения Вольтер считал, что речь шла не о простом подкупе и предательстве турецкого визиря.

### Русско-турецкая война 1735—1739 годов и разорение Крыма

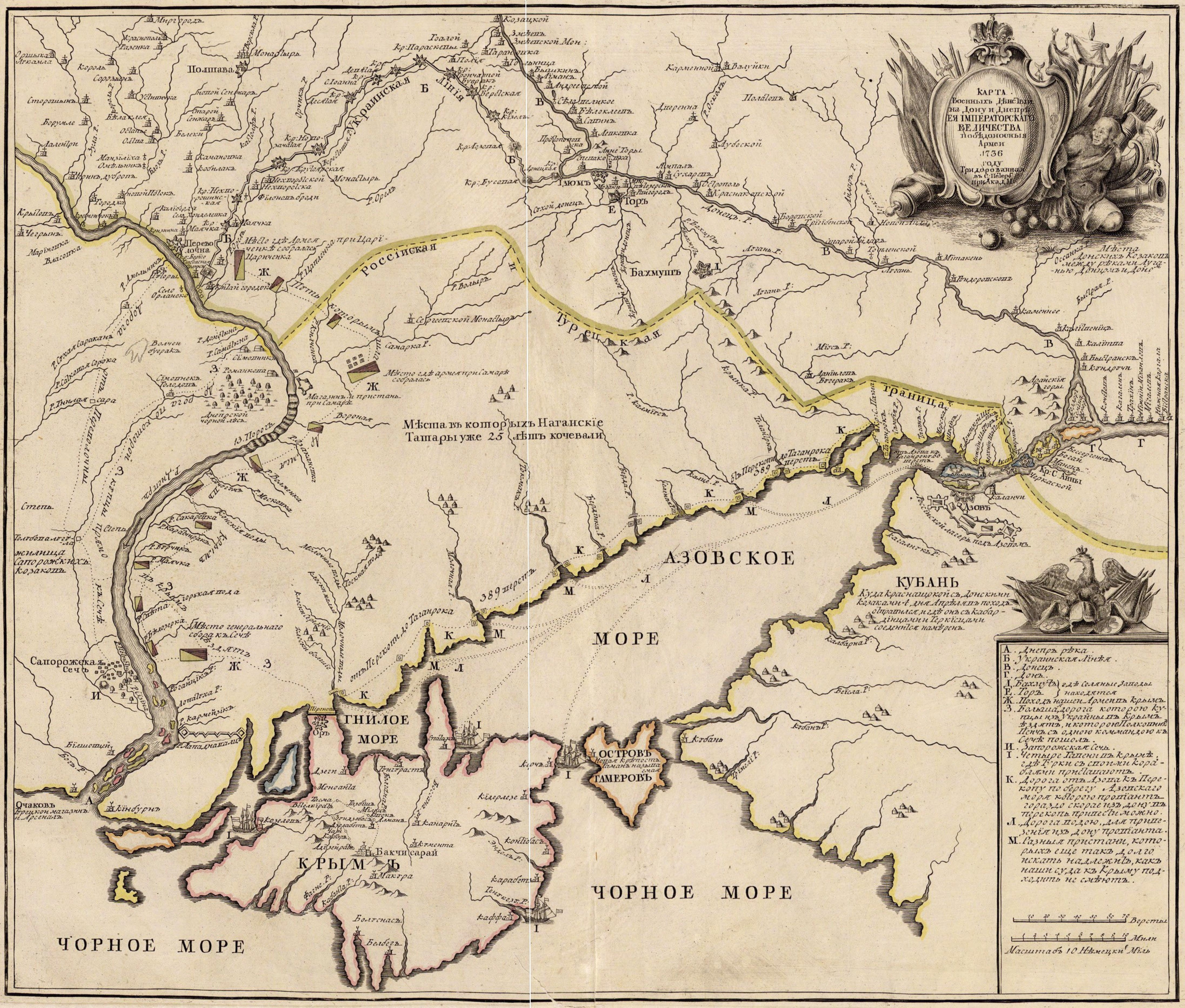
Театр военных действий в 1736 году.

Каплан I Герай (1707—1708, 1713—1715, 1730—1736) — последний из великих ханов Крыма. Во время второго своего правления турецкий султан требовал принять участие в войне Турции с Персией. Хан посоветовал тщательно взвесить все последствия этой кампании: Персия была союзником России, и подобный поход мог вызвать войну. Султан остался при своём мнении. Каплан I был вынужден выполнить просьбу султана и выступил через Северный Кавказ на персидский фронт.
Во время отсутствия хана русские войска во главе с Х. А. Минихом, как того и ожидал Каплан I, напали на Крым и в 1736 году совершили опустошительное вторжение в страну, причинив многочисленные жертвы и разрушения (в частности, была сожжена столица Бахчисарай вместе с ханским дворцом и единственный порт ханства — Кезлев), города были сожжены, а все не успевшие бежать жители перебиты. После этого армия двинулась в восточную часть Крыма. Однако начавшаяся на полуострове после разорения эпидемия холеры, привела к значительной убыли в российской армии, а также в населении самого полуострова, ввиду чего Миних принял решение увести армию за Перекоп (Ор-Капы). Восточный Крым был разорён во время похода корпуса П. П. Ласси с донскими казаками в мае-июне 1737 года который вошёл в Крым через Арабатскую стрелку. Русская армия сожгла Карасубазар, также расправившись с населением города. В 1738 году планировался новый поход, но он был отменён, поскольку армия уже не могла себя прокормить — в полностью разорённой стране просто не было продовольствия и царил голод.
Война 1736—38 годов стала катастрофой, определившей дальнейшую судьбу Крымского ханства. Вражеские войска впервые вторглись непосредственно на территорию полуострова; крымские татары не смогли противостоять угрозе, их не смогли защитить и османы. В ходе боевых действий города и села в равнинной части Крыма были разорены и уничтожены (частично самими крымскими татарами, применявшими тактику выжженной земли). Портились также посевы и источники воды, что привело к нехватке продовольствия и широкому распространению инфекционных заболеваний, в частности чумы, перекинувшейся и на российские владения.

### Русско-Турецкая война 1768—1774 годов и Кючук-Кайнарджийский мир

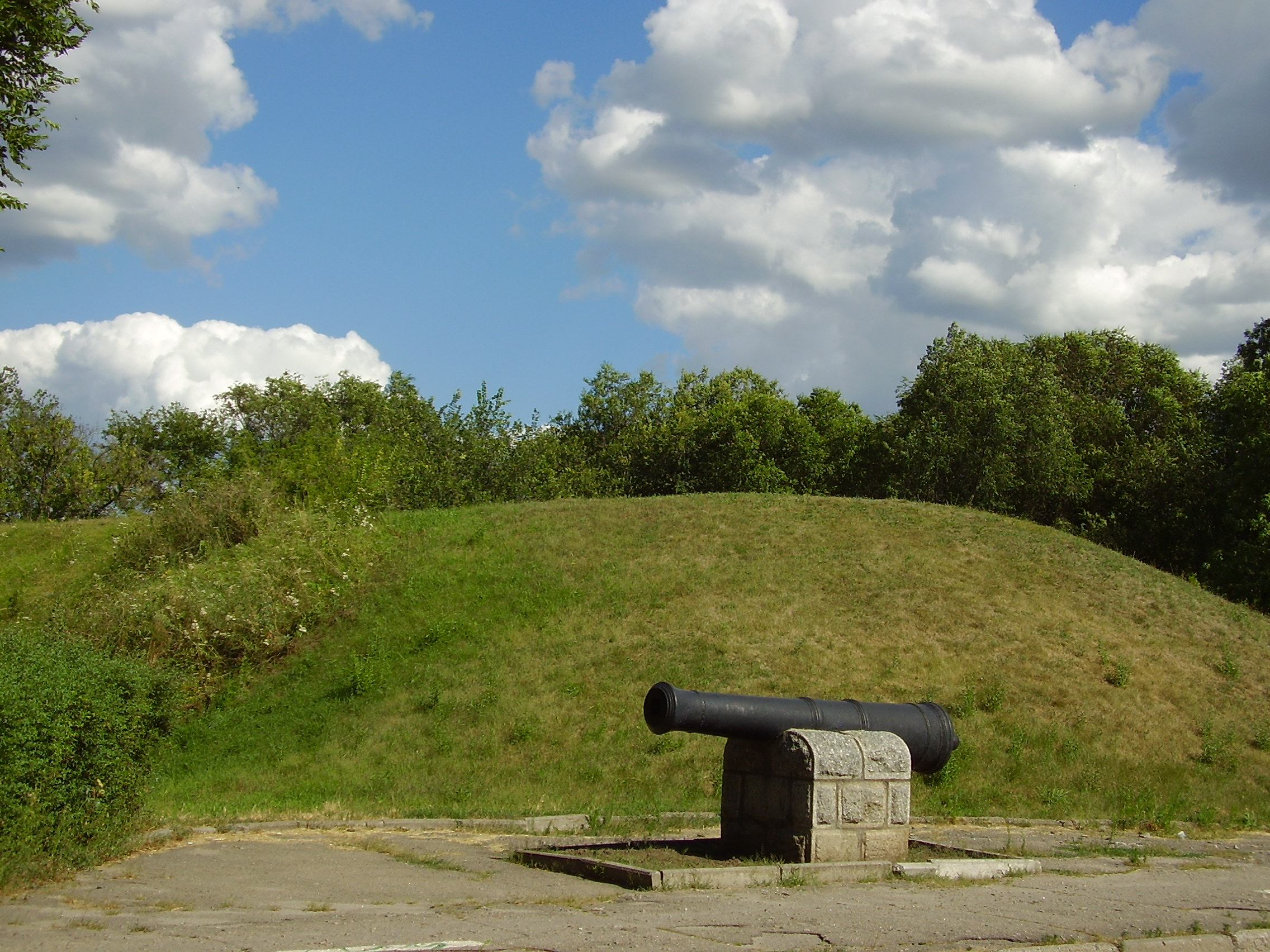
Пушки и валы Крепости Святой Елисаветы в современном городе Кропивницкий

Хан Кырым Герай во время своего второго правления был втянут в войну Турции с Россией на стороне первой, приведшую в итоге к выходу России на берега Чёрного и Азовского морей и падению Крымского ханства. Кырым Герай в 1769 совершил несколько успешных походов на южные земли Российской империи, в частности на земли Войска Запорожского и Новой Сербии, один из его набегов, во время которого 70-тысячной турецко-татарской армией были сожжены десятки сел и угнано в рабство несколько тысяч местных жителей, успешно отразил 6-ти тысячный гарнизон Крепости Святой Елисаветы не позволивший захватчикам продвинуться дальше, после чего татары были выбиты войсками Петра Румянцева. В том же году Кырым Герай внезапно умер в Каушанах. Налицо были все признаки умышленного отравления, но беи по непонятным причинам отказались начать следствие, а превосходство перешло к российской армии. В итоге, война закончилась удачно для России. Российская империя одержала победы Румянцева при Ларге и Кагуле, А. Орлова при Чесме.
Начальствовавший второй русской армией князь В. М. Долгоруков вошел в Крым, разбил в двух сражениях хана Селима III и в течение месяца овладел всем Крымом, причём в Кефе взял в плен турецкого сераскира. Бахчисарай лежал в руинах. Армия Долгорукова подвергла Крым разорению. Хан Селим III бежал из Крыма в Стамбул. Крымцы сложили оружие, а часть крымских беев предали крымского хана и склонилась на сторону России, представив Долгорукову присяжный лист с подписями крымской знати и уведомлением об избрании в ханы Сахиба II Герая, а в калги брата его Шахина Герая.
В связи с присягой Кырым Герай просил Кареценова спросить у татар, на каком основании они «учинили присягу», на что последовал ответ Караценова: «Нужды никакой не имею, ибо совершенно знаю, да и сами татары знают, что присягали на верность подданства всероссийской державы!». Выступили «лучшие», по выражению Караценова, крымские татары и честно признались, что хотят служить своему господину-хану; остальные молчали. Кырым Герай снова заявил, что хан считает их своими подданными, так как они принесли присягу на верность, а не на подданство России. Калга-султан Али-ага подтвердил, что действительно они сами присягали только на верность, а не на подданство.

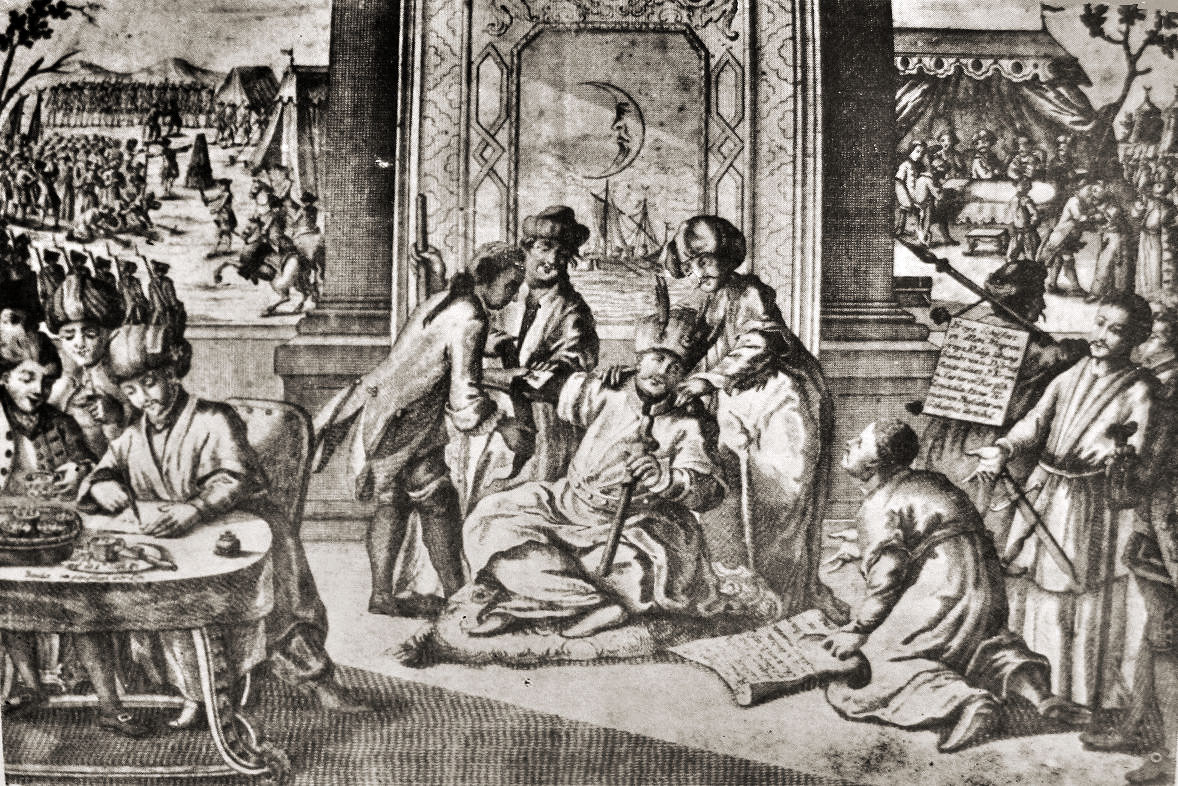
Сцена подписания Кючук-Кайнарджийского мира

10 июля 1774 года был заключён весьма выгодный для России Кючук-Кайнарджийский мир. Крымское ханство было признано полностью независимым от всякой посторонней власти, «кроме власти собственного их хана чингисского поколения», а Россия и Турция обязывались не вмешиваться в дела Крымского ханства ни под каким видом. Порта также получила свою выгоду, благодаря тому, что султан был признан верховным халифом, и это обстоятельство вызвало затруднения и пререкания России с Турцией, так как у мусульман религиозно-обрядовый и гражданско-юридический быт связаны между собой, посему султану открывалось право вмешиваться во внутренние дела Крыма, например, назначением кадиев (судей). Турция по договору признала владениями России Кинбурн, Керчь и Еникале, а также свободу её плавания по Чёрному морю. Южное побережье Крыма перешло от Османской империи к Крымскому ханству.

### Последние ханы и завоевание Крыма Российской империей

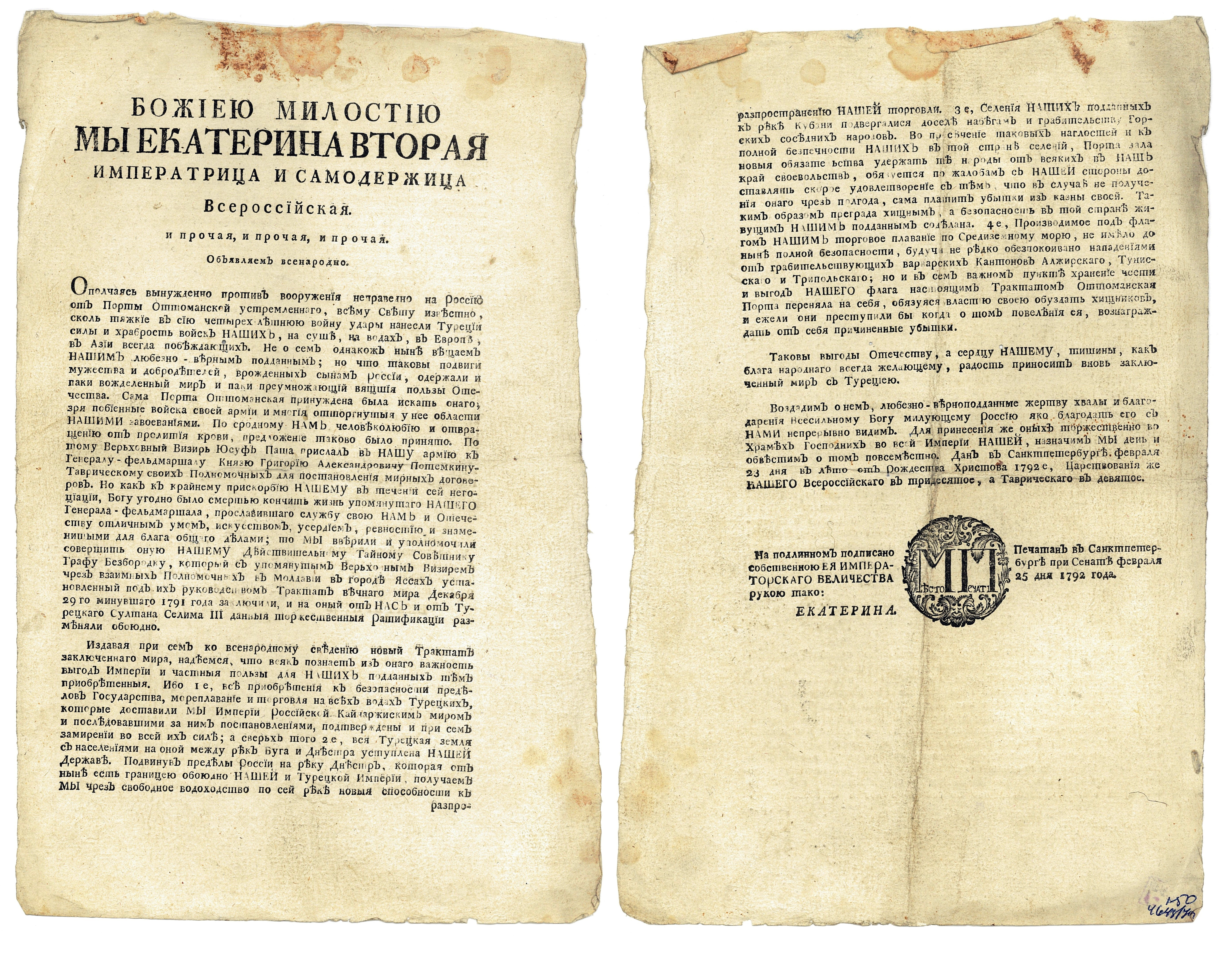
Манифест о Ясском мирном договоре с Османской Империей, 25 февраля 1792 года

После вывода русских войск в Крыму произошло повсеместное восстание. В Алуште высадился турецкий десант; русский резидент в Крыму П. П. Веселицкий был взят в плен ханом Шахином и передан турецкому главнокомандующему. Произошли нападения на русские отряды в Алуште, Ялте и других местах. Крымцы избрали ханом Девлета IV.
В это время из Константинополя был получен текст Кючук-Кайнарджийского договора. Но крымцы и теперь не хотели уступать русским указанные города в Крыму, некоторые протурецкие мурзы не собирались мириться с независимостью Крыма, а Порта сочла нужным войти в новые переговоры с Россией. Преемник Долгорукова, князь Прозоровский вёл переговоры с ханом в самом примирительном тоне, но мурзы не скрывали своих симпатий к Османской империи. У Шахина Герая же сторонников было мало. Русская партия в Крыму была невелика. Но на Кубани он был провозглашён ханом, а в 1776 году сделался, наконец, ханом Крыма и въехал в Бахчисарай. Народ присягнул ему. Экономическое благополучие Крыма ослабило проведённое преемником Прозоровского на посту командующего русскими войсками в Крыму, А. В. Суворовым, переселение в 1778 году большей части крымских христиан (ок. 30 000 человек) под предводительством митрополита Готфского и Кафского Игнатия (Гозади́носа) в Приазовье: греков — в Мариуполь, армян — в Нор-Нахичевань.
В 1776 году Россия создала Днепровскую линию — ряд пограничных крепостей для защиты своих южных границ от крымских татар. Крепостей было всего 7 — они тянулись от Днепра до Азовского моря.
Шахин Герай стал последним ханом Крыма. Он пытался провести в государстве реформы и реорганизовать управление по европейскому образцу, уравнять в правах мусульманское и немусульманское население Крыма. Реформы были крайне непопулярны и в 1781 году привели к восстанию, начавшемуся на Кубани и быстро перекинувшемуся на Крым.

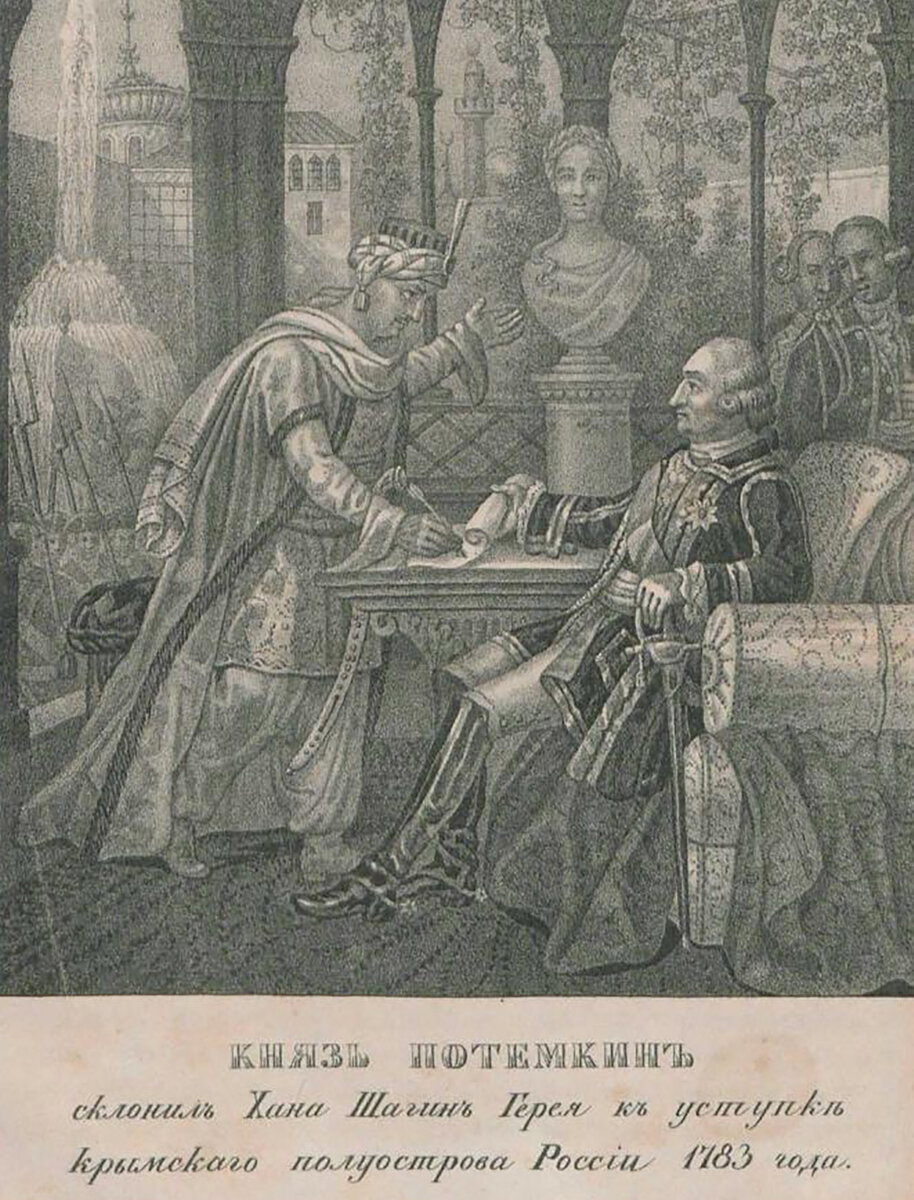
Князь Потёмкин принимает отречение последнего крымского хана Шахин Герая

К июлю 1782 года восстание полностью охватило весь полуостров, хан вынужден был бежать, не успевшие спастись бегством чиновники его администрации были убиты, а ханский дворец разграблен. Крымцы повсеместно нападали на русские войска (погибло до 900 человек русских) и на крымскотатарское население ханства. В центре восстания находились братья Шахина, царевичи Бахадыр Герай и Арслан Герай. Лидер восставших Бахадыр II Герай был провозглашён ханом. Новая крымская власть обратилась с просьбой о признании к Османской и Российской империям. Первая отказалась признать нового хана, а вторая отправила войска для подавления восстания. Вернувшийся с русскими Шахин Гирей беспощадно наказал своих противников.
К февралю 1783 года положение Шахин Герая вновь стало критическим, массовые казни политических противников, ненависть татар к проводимым реформам и политике Шахин Герая, фактическое финансовое банкротство государства, взаимное недоверие и непонимание с русскими властями привели к тому, что Шахин Герай отрёкся от престола. Ему было предложено избрать в России город для жительства и отпущена сумма на его переезд с небольшой свитой и содержание. Он жил сначала в Воронеже, а потом в Калуге, откуда, по его просьбе и с согласия Порты, отпущен в Турцию и поселён на острове Родосе, где был лишён жизни.
8 (19) апреля 1783 года российская императрица Екатерина II издала манифест, по которому Крым, Тамань и Кубань становились российскими владениями, а 2 (13) февраля 1784 она провозгласила себя «Царицей Херсониса Таврического». Таким образом, Крым был присоединён к Российской империи.
В 1791 году по Ясскому мирному договору Османское государство признало Крым владением России.

## Судебная система Крымского ханства

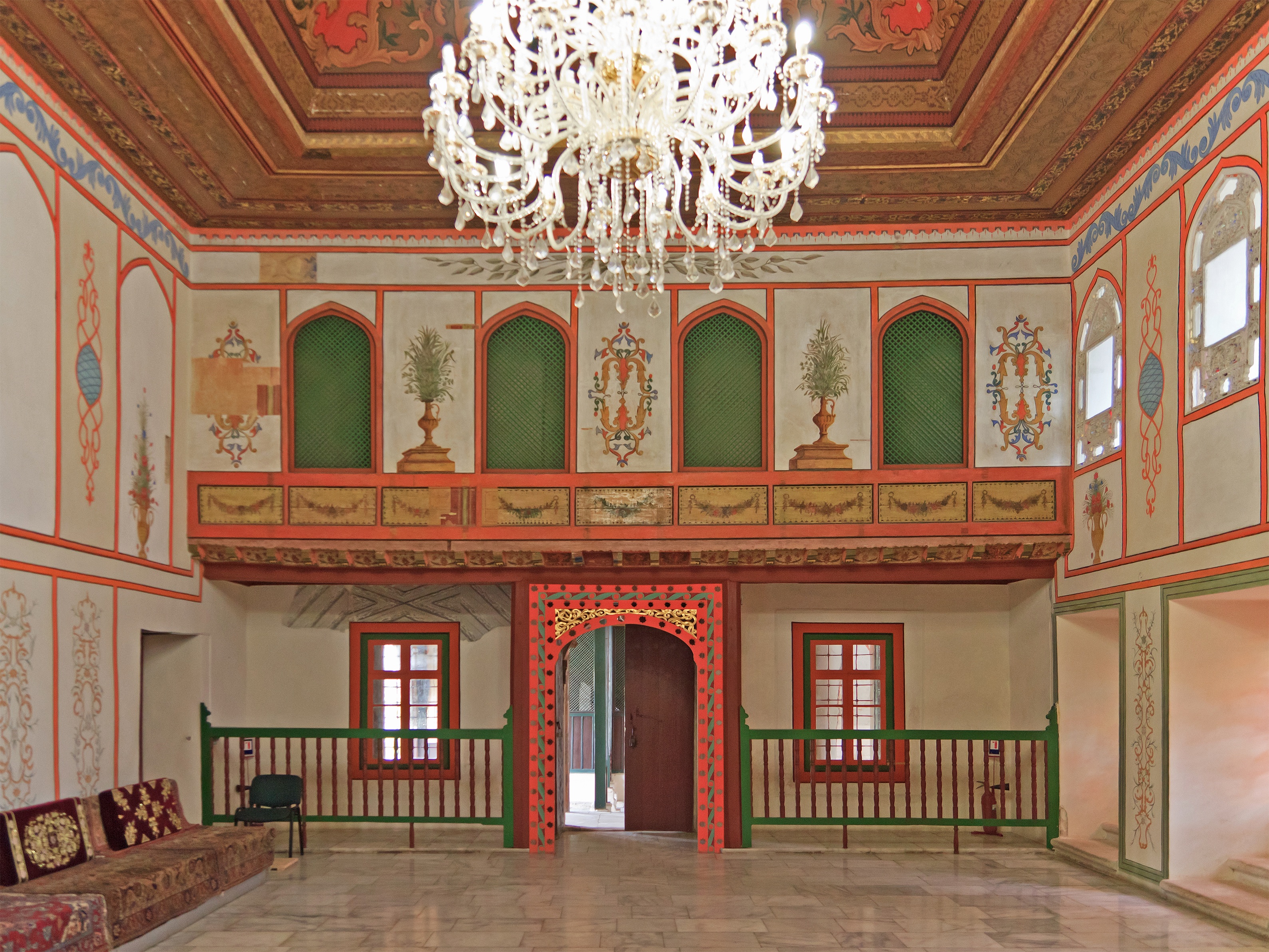
Вид на северную стену зала дивана

В Крымском ханстве существовала трёхступенчатая судебная система:
- кадии (местные судьи), которые были духовными лицами и вершили суд в соответствии с канонами Корана и другими источниками мусульманского права;
- Диван Бейлиса (апелляционный суд);
- Диван Крымского ханства (высший совет государства), куда мог обратиться каждый человек, чьи права были нарушены. Имел право обжаловать судебное решение (уджет).

Судебная власть находилась в руках начальников бейликов (кадилликов). Их в Крымском Ханстве было 48 на 1604 посёлка.
Бей получал грамоту на звание кады от кади-аскера, и его юрисдикция не подчинялась хану. Дворянство имело свои особые ассизные суды, решения которых утверждались казы-аскером, руководствовавшийся при этом советами муфтия. При хане Мураде I Герае была проведена судебная реформа; он учредил суд тёре (тёре, яса — свод древних обычаев) и ввёл должность верховного судьи — тёре-баши, которого назначал сам Крымский хан.
Отдельные суды имели мусульманские клерикалы, иноверцы как христиане, так и евреи. Хан назначал кадиев в собственном кадилике.
С появлением городов, появились и особые городские судьи Шегера-кады, предназначавшиеся кади-аскером. На суде этих Шегера-кады как надзиратель, всегда присутствовал помощник кали-аскера наиб. Все другие дела, изъятые из ведения этих судей, решались в совете, или на диване.

### Диван в судебной практике
Диван имел разнохарактерный состав: калга-султан, нурэддин, Ширин-бей, муфтий, головы пятерых родов, кади-аскер, ор-бей, сераскиры трех ногайских орд, казнадар-баши, дефтердар-баши. Кроме этого, здесь заседали также представители каждой ветви пяти родов. Бей, не явившийся до судебного заседания мог прислать своего представителя.
В диване решались все дела внутреннего управления, объявления войны, набора войск, направления походов и прочее.
Суд до реформы Мурада I Герая проходил на основе Корана, по которому уголовными преступлениями считались: отступление от веры, прелюбодеяние, грабеж, убийство, воровство и пьянство. Все эти преступления карались сурово, но эту суровость часто на практике обходили разным толкованием закона.
Суд начинался тогда, когда кто-нибудь обращался к нему; рассмотрение дел был словесным.
Наказание преступника предоставлялось истцу, который мог применять месть (принцип талиона — «око за око») или же ограничиться штрафом.

## География

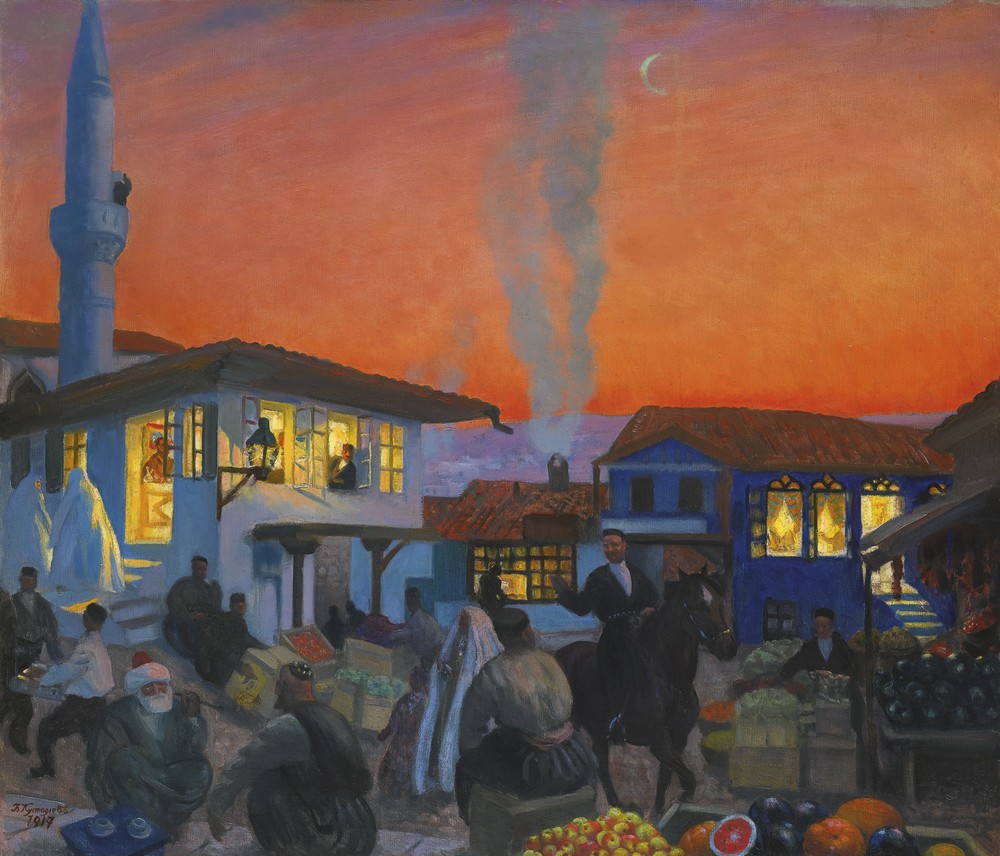
Бахчисарай на картине Кустодиева

В состав Крымского ханства вошли собственно Крымский полуостров и земли на континенте: территории между Днестром и Днепром, Приазовье и часть Кубани.
Большинство земель за пределами Крыма составляли малонаселённые степи, по которым могла перемещаться конница, но где сложно было бы строить крепости, требовавшиеся для постоянного контроля захваченных территорий. Городские поселения были расположены в Поволжье и на побережье Крыма и находились под влиянием других ханств и Оттоманской империи. Всё это существенно ограничивало рост экономики и политического влияния ханства.
Крымские ханы были заинтересованы в развитии торговли, дававшей значительную прибыль казне. Среди товаров, вывозимых из Крыма, называются сырая кожа, овечья шерсть, сафьяны, овечьи шубы, серые и чёрные смушки. Значительную роль играла работорговля и выкупы за захваченных в землях Речи Посполитой и Русского Царства. Основным покупателем рабов была Османская Империя.
Главной крепостью при въезде на территорию полуострова была крепость Ор (известная русским как Перекоп), являвшаяся воротами Крыма. Функции защиты Крыма выполняли города — Крепости Арабат, Керчь. Основными торговыми портами были Гезлев и Кефе. Военные гарнизоны (в основном турецкие, частично из местных греков) содержались также в Балаклаве, Судаке, Керчи, Кефе.
Бахчисарай — столица ханства с 1428 года, Акмесджит (Ак-Мечеть) был резиденцией калги-султана, Карасубазар — центром беев Ширин, Кефе — резиденцией наместника османского султана (не принадлежала ханству).

### Каймаканства

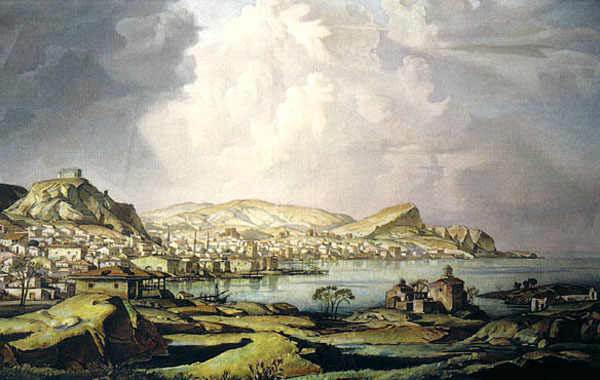
Кефе

Перед присоединением в Российской империи Крымское ханство делилось на 6 каймаканств:
- Бахчисарайское каймаканство
- Ак-Мечетское каймаканство
- Карасубазарское каймаканство
- Гезлевское каймаканство
- Кафинское каймаканство
- Перекопское каймаканство

Каймаканства состояли из 44 кадылыков.

## Армия и военное дело Крымского ханства

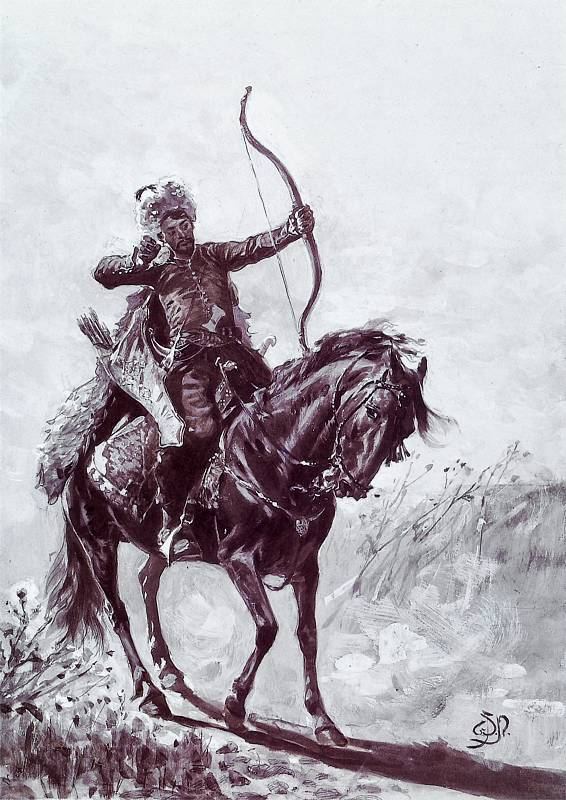
Крымскотатарский лучник

Военная деятельность была обязательной как для крупных, так и для мелких феодалов. Специфика военной организации крымских татар, в корне отличавшая её от военного дела прочих европейских народов, вызывала особый интерес у последних. Выполняя задания своих правительств, дипломаты, купцы, путешественники стремились не только к налаживанию контактов с ханами, но и старались детально ознакомиться с организацией военного дела, а зачастую их миссии основной целью имели изучение военного потенциала Крымского ханства.
Долгое время в Крымском ханстве не было регулярного войска, а в военных походах фактически принимали участие все мужчины степной и предгорной части полуострова, способные носить оружие. С малых лет крымские татары приучались ко всем тяготам и невзгодам военного быта, учились владеть оружием, ездить верхом, переносить холод, голод, усталость. Хан, его сыновья, отдельные беи совершали набеги, ввязывались в военные действия со своими соседями в основном лишь тогда, когда были уверены в успешном исходе. Большую роль в военных операциях крымских татар играла разведка. Специальные лазутчики отправлялись заранее вперёд, выясняли обстановку, а затем становились проводниками наступающей армии. Используя фактор неожиданности, когда можно было застать противника врасплох, они часто получали сравнительно лёгкую добычу. Но почти никогда крымцы не выступали самостоятельно против регулярных, преобладающих в количественном отношении войск.

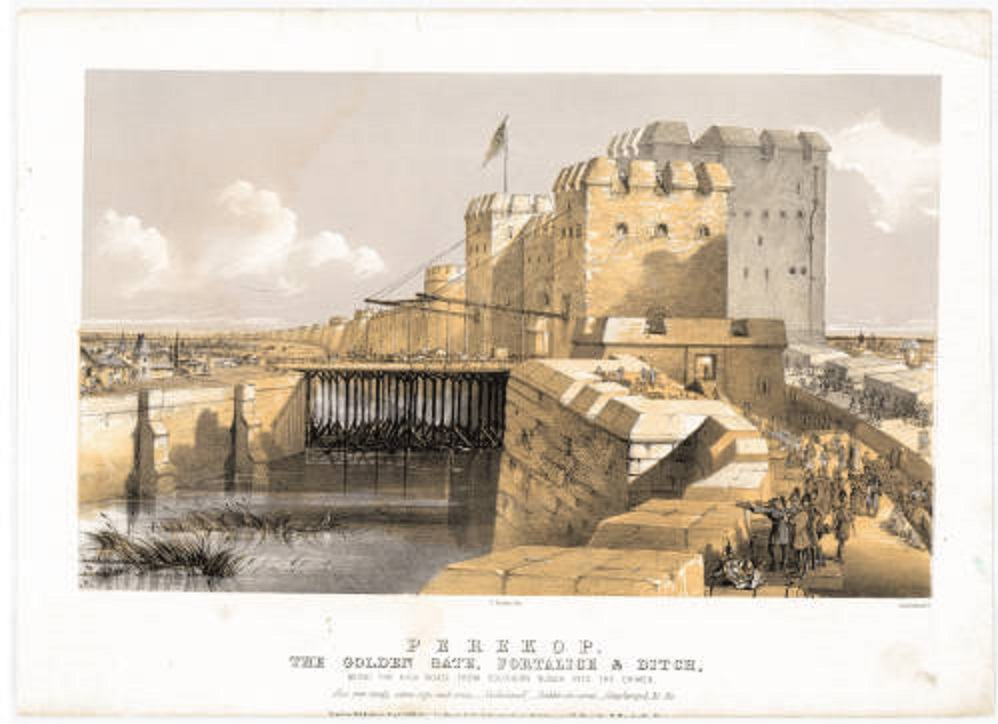
Крымскотатарская крепость Ор, построенная в 1509 году

Ханский совет устанавливал норму, в соответствии с которой вассалы хана должны были поставлять воинов. Часть жителей оставалась для присмотра за имуществом ушедших в поход. Эти же люди должны были вооружать и содержать воинов, за что получали часть военной добычи. Кроме военной повинности, в пользу хана выплачивалась сауга — пятая, а иногда и большая часть добычи, которую мурзы приносили с собой после набегов. Бедные люди, участвовавшие в этих походах, надеялись, что поход за добычей позволит им избавиться от житейских трудностей, облегчит существование, поэтому сравнительно охотно отправлялись вслед за своим феодалом.
В военном деле у крымских татар можно выделить два вида походной организации — боевой поход, когда крымское войско во главе с ханом или калгой принимает участие в боевых действиях воюющих сторон, и набег — беш-баш (крымскотат. beş baş) (пятиголов — маленький татарский отряд), который осуществлялся зачастую отдельными мурзами и беями со сравнительно небольшими воинскими отрядами с целью получения добычи и захвата пленных.

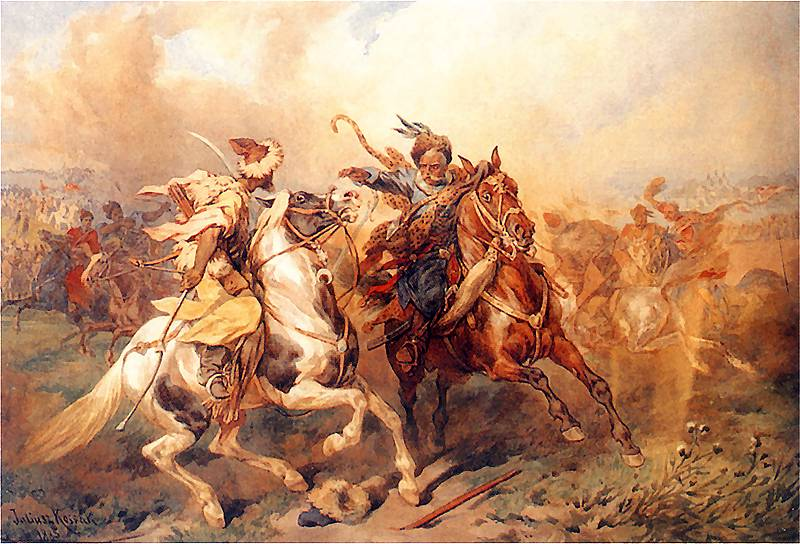
Юлиуш Коссак. «Татарский танец». 1886 г.

По описаниям Гийома де Боплана и Марсильи, крымские татары оснащались довольно просто — они использовали лёгкое седло, попону, а иногда и овечьей шкурой покрывали лошадь, не надевали узду, используя сыромятный ремень. Незаменимой для наездника являлась и плеть с короткой рукояткой. Вооружены крымцы были саблей, луком и колчаном с 18 или 20 стрелами, ножом, имели огниво для добывания огня, шило и 5 или 6 сажен ременных верёвок для вязания пленников. Любимым оружием крымских татар были сабли, изготовлявшиеся в Бахчисарае, ятаганы и кинжалы брались про запас.
Одежда в походе была также непритязательна: только знатные носили кольчуги, остальные отправлялись на войну в овчинных тулупах и меховых шапках, которые зимой носили шерстью внутрь, а летом и во время дождя — шерстью наружу или плащи ямурлахи; носили рубахи красные и небесно-голубые. На постое снимали рубахи и спали нагие, положив седло под голову. Шатров с собой не возили.

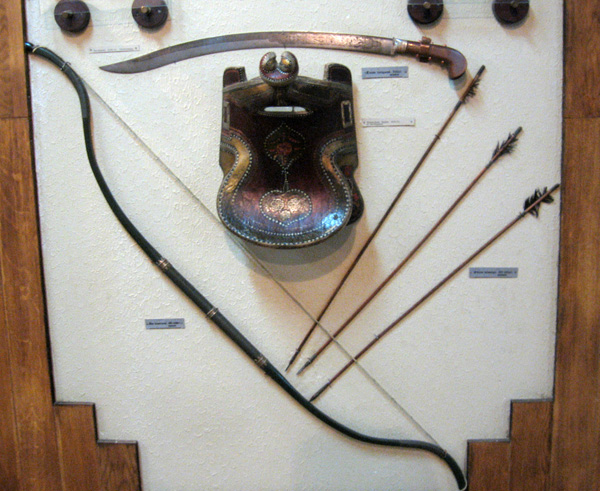
Оружие крымских татар XVI—XVII веков

Существовали определённые тактические приёмы, применяемые обычно крымцами. В начале атаки они старались всегда обойти левое крыло неприятеля для того, чтобы удобнее выпускать стрелы. Можно выделить высокое мастерство стрельбы из лука сразу двумя и даже тремя стрелами. Часто, уже обращённые в бегство, они останавливались, вновь смыкали ряды, стремясь как можно теснее охватить неприятеля, преследовавшего их и рассыпавшегося в погоне, и, таким образом, уже почти побеждённые, вырывали победу из рук победителей. В открытые военные действия с противником вступали только в случае своего явного численного превосходства. Сражения признавали только в открытом поле, избегали идти на осаду крепостей, так как у них не было осадной техники.
Следует заметить, что в военных походах принимали участие почти исключительно жители степных и отчасти предгорных районов Крыма и ногайцы. Обитатели Крымских гор, основным занятием которых было виноградарство и садоводство, в войске не служили и платили за освобождение от службы особый налог в казну.

## Государственное устройство

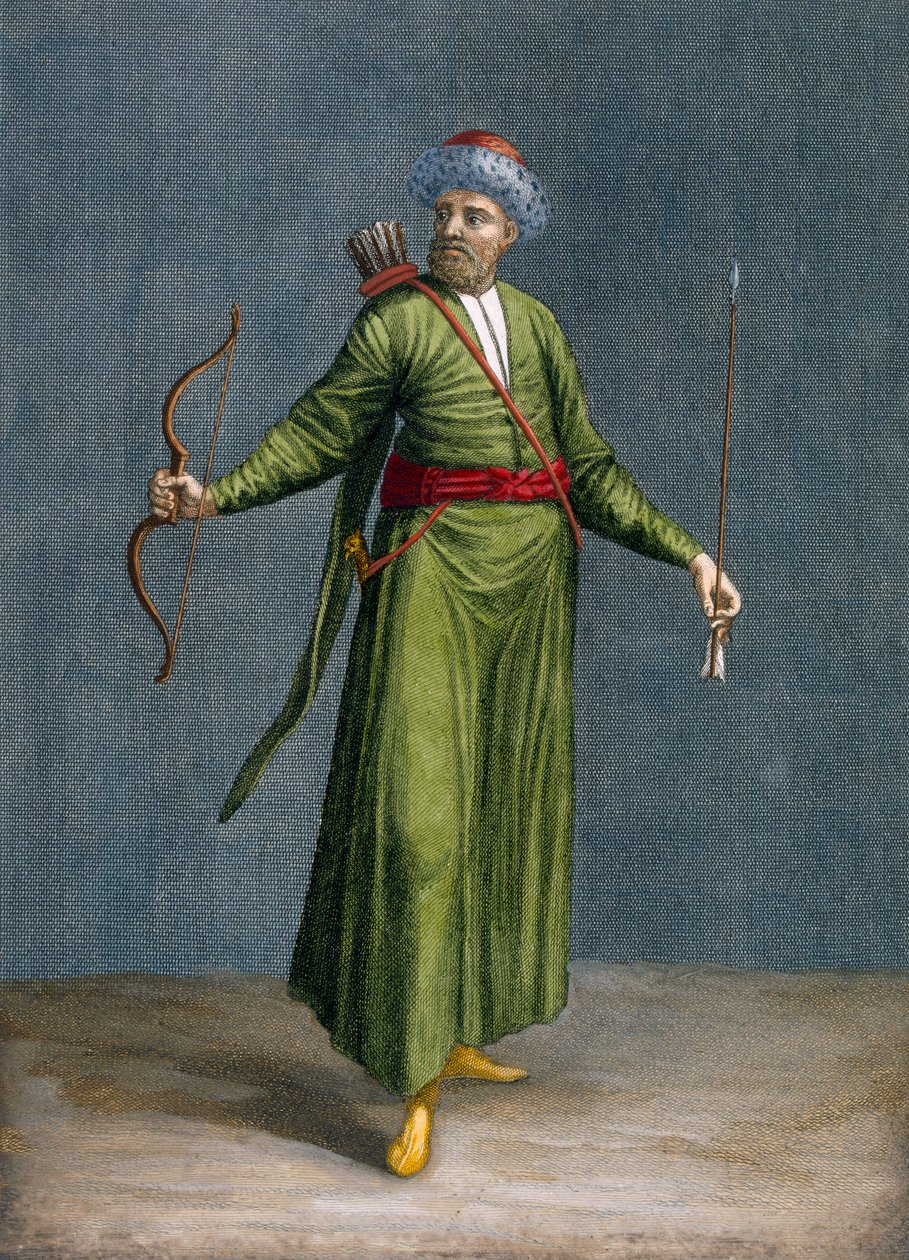
Гравюра «Обитатель Татарского Крыма», 1700

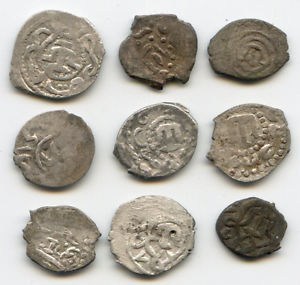
Монеты Крымского ханства

На протяжении всей истории Крымского ханства им правила династия Гераев (Гиреев). В русскоязычной литературе, посвящённой Крымском ханству, традиционно (иногда параллельно) используются две формы этого имени: Герай и Гирей. Первый из этих вариантов представляет собой одну из форм транскрипции османского (и, соответственно, крымскотатарского) написания этого имени — كراى. Автором прочтения в форме «Герай», судя по всему, был российский востоковед В. Григорьев (сер. XIX в.). Первоначально эта форма использовалась как российскими востоковедами (А. Негри, В. Григорьев, В. Д. Смирнов и др.), так и их западноевропейскими коллегами (Й. фон Хаммер-Пургшталь). В современной западноевропейской науке при посредстве турецкого языка получила распространение османская форма произношения и написания родового имени крымских ханов — Гирай. Второй, предположительно кыпчакский (доосманский крымскотатарский), вариант зафиксирован в словаре Л. Будагова. Он широко используется в работах российских исследователей с первой половины XIX в. (А. Казембек, Ф. Хартахай, А. Н. Самойлович и др.).

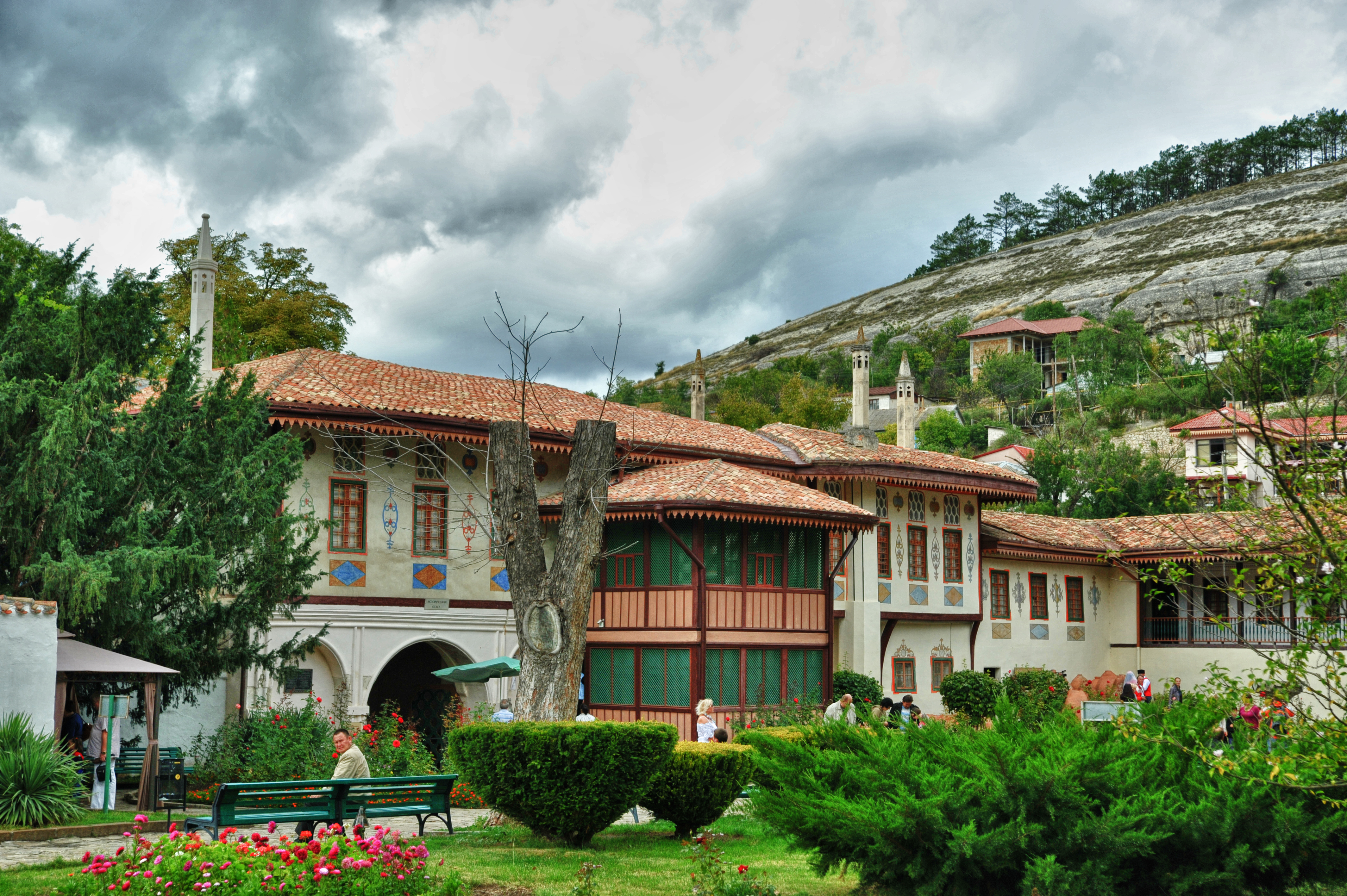
Дворец хана, построенный Сахибом Гераем в Бахчисарае

Хан, являясь верховным землевладельцем, владел соляными озёрами и деревнями возле них, лесами по течению рек Альмы, Качи и Салгира и пустошами, на которых возникали поселения новых обитателей, превращавшихся постепенно в зависимое население и выплачивавших ему десятину. Имея право наследования земли умершего вассала, если у него отсутствовали близкие родственники, хан мог стать наследником беев и мурз. Эти же правила распространялись и на бейское и мурзинское землевладение, когда к бею или мурзе переходили земли бедных земледельцев и скотоводов. Из земельных владений хана выделялись земли калга-султану. В состав ханских владений входили также несколько городов — Кырым (современный Старый Крым), Кырк-Ер (современный Чуфут-Кале), Бахчисарай.
Существовали «малый» и «большой» диваны, игравшие очень серьёзную роль в жизни государства.
«Малым диваном» назывался совет, если в нём принимал участие узкий круг знати, решавший вопросы, требующие срочных и конкретных решений.
«Большой диван» — это собрание «всей земли», когда в нём принимали участие вообще все мурзы и представители «лучших» чёрных людей. За карачеями по традиции сохранилось право санкционировать назначение султаном ханов из рода Гераев, выражавшееся в обряде посажения их на престол в Бахчисарае.
В государственном устройстве Крымского ханства во многом были использованы золотоордынская и османская структура государственной власти. Чаще всего высшие государственные должности занимались сыновьями, братьями хана или другими лицами знатного происхождения.
Первым должностным лицом после хана был калга-султан. На эту должность назначался младший брат хана либо другой его родственник. Калга управлял восточной частью полуострова, левым крылом ханского войска и администрировал государство в случае смерти хана до назначения на престол нового. Он же был главнокомандующим, если хан лично не отправлялся на войну. Вторую должность — нуреддин — также занимал член ханской фамилии. Он был управляющим западной части полуострова, председателем в малых и местных судах, командовал в походах меньшими корпусами правого крыла.
Муфтий — это глава мусульманского духовенства Крымского ханства, толкователь законов, обладающий правом смещать судей — кадиев, если они судили неправильно.
Каймаканы — в поздний период (конец XVIII в.) управляющие областями ханства. Ор-бей — начальник крепости Ор-Капы (Перекоп). Чаще всего эту должность занимали члены ханской фамилии, либо член фамилии Ширин. Он охранял границы и наблюдал за ногайскими ордами вне Крыма. Должности кадия, визиря и других министров аналогичны тем же должностям в Османском государстве.
Кроме вышеуказанных существовали две важные женские должности: ана-беим (аналог османского поста валиде), которую занимала мать или сестра хана и улу-беим (улу-султани), старшая жена правящего хана. По значимости и роли в государстве они имели ранг, следующий за нурэддином.
Важным явлением в государственной жизни Крымского ханства была очень сильная независимость знатных бейских родов, в чём-то сближавшая Крымское ханство с Речью Посполитой. Беи управляли своим владениями (бейликами) как полунезависимым государствами, сами вершили суд и имели своё ополчение. Беи регулярно принимали участие в бунтах и заговорах, как против хана, так и между собой, и часто писали доносы на не угодивших им ханов османскому правительству в Стамбул.

## Население и религия
Государственной религией Крымского ханства был ислам, а в обычаях ногайских племён также присутствовало тенгрианство. Наряду с крымскими татарами и ногайцами, ислам исповедовали и проживающие в Крыму турки и черкесы.
Постоянное немусульманское население Крымского ханства было представлено христианами различных деноминаций: православными (эллиноязычные и тюркоязычные греки (урумы)), григорианами (армяне), армянокатоликами, римокатоликами (итальянцы, потомки генуэзцев), а также иудеями (крымчаки) и караимистами (караимы). Дети от браков отцов мусульман и христианских пленниц назывались тумами. Как правило, они исповедовали ислам и ко второму третьему поколению полностью культурно и в языковом аспекте вливались в татарское общество.
По данным известного турецкого путешественника Эвлия Челеби, в 1666 году в Крымском ханстве проживало 1 800 000 крымских татар, 20 000 караимов, армян и евреев и 920 000 украинцев, при этом следует учесть, что значительная часть Украины в этот период входила в состав Крымского ханства (см. Ханская Украина).

## Крымское ханство в источниках Нового времени
Михалон Литвин, посол Литвы в Крымском ханстве, в работе «О нравах татар, литовцев и москвитян» 1550 года, повествуя о его населении, писал:

Хотя мы считаем татар варварами и бедняками, но они гордятся воздержностью своей жизни и древностью своего скифского происхождения, утверждая, что народ их происходит от Авраама и что он никогда не был никем обращен в рабство, хотя и страдал по временам от нападений Александра, Дария, Кира, Ксеркса и других могущественных царей и народов.
Пьер Дюваль, французский географ и картограф XVII века, в работе «Всемирная география», изданной в 1676 году, в разделе о Крымском ханстве пишет о крымских татарах:

Предполагаемый герб ханства, описанный в работе Пьера Дюваля (1676 год)

Хотя они и произошли от великих татар, но не признают их, они помогают туркам в походах, где они получают трофеи. Их язык похож на турецкий, но они говорят на нем более остро (?). Это были их предки, известные как скифы, которые когда-то ходили на Дария, желавшего подчинить их.
Оригинальный текст (фр.)Bien qu'ils soient descendus des Grands Tartares, ils ne les reconnoissent neanmoins pas, ils assistent seulementles Turcs dans les expeditions où ils croyent faire du butin. Leur langue approche de la Turquesque, mais ils la parlent plus viste. Ce fut leurs predecesseurs connus sous le nom de Scithes, qui envoyerent autrefois a Darius qui les wouloit subjuguer, un rat, une grenoüille, un oiseau & cinq fleches...

Известный турецкий путешественник XVII века Эвлия Челеби в «Книге путешествий: Крым и сопредельные области» пишет:

Но историки арабские и автор книги «Драгоценности» святой Мухйи ед-Дин аль-Араби называют остров Крымский и землю непокорных казаков страной Сулаат. В книге «Каббалистическое собрание» и во многих высоких речах татарские земли называются страной Сулаат. В одной каббалистической книге даже говорится: «О страна Сулаат! Остерегайтесь беды, [происходящей] от [тех, кто] с маленькими глазами из своего числа», то есть «О крымский народ! Опасайтесь народа с маленькими глазами, происходящего из вас самих, то есть остерегайтесь народа калмыков». Таким образом, крымский народ называют народом Сулаат. После того, как говорится, что татарская страна — это Сулаат, [там утверждается], что народы стран Хинд и Синд, Кашмир и Гюлькенд-декенд, Чин и Мачин, Хатай и Хотан, Фагфур и Узбек, Балх и Бухара, страна Аджем и Хорасан, страна Козак и страна Туркестан, страна Махан, народы моголов и боголов, народы кайтаков и Дагестана, народы ногаев и калмыхов, народ хешдеков, народы московов, ляхов, мусульманский народ липков, народ мадьяр и крымский народ, а всего семьдесят семь разных народов, — все они татары, народ Сулаата. Даже во владениях шведского короля, подобно татарам-хешдекам в Московии, кочует двенадцать сот тысяч татар с семьями. И Османы и весь народ туркмен — татары.

## Правители
Крымское ханство (1438—1785)

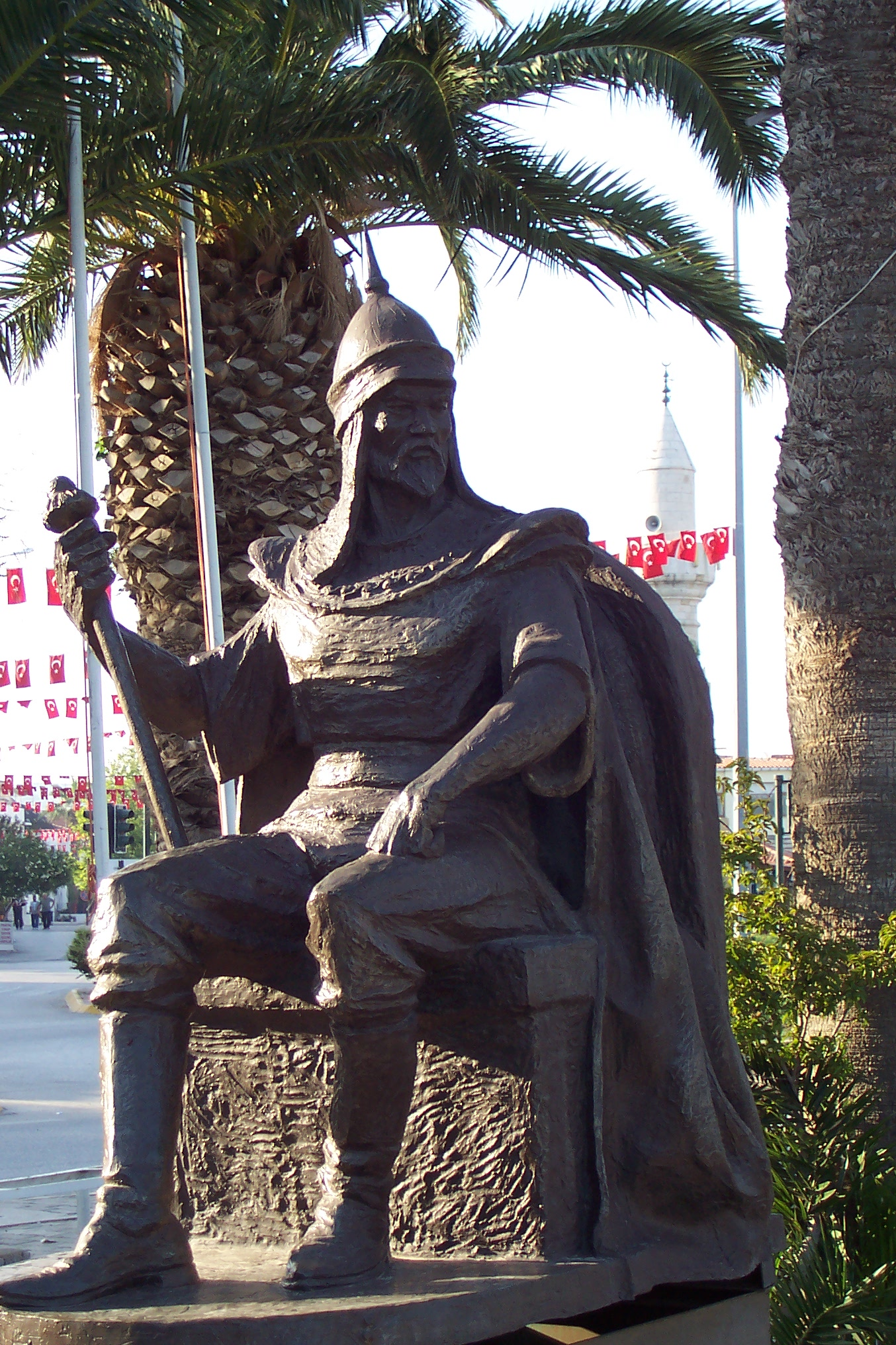
Памятник Крымскому хану Каплану I Гераю в Турции

- Урак-Тэмур, плем. Бату (ок. 1250).
- Едигей (Идике) (ок. 1410 — 19)*
- 1. Хаджи I Герай Ангел (Мелек) (1438 — 66).
- 2. Нур-Девлет Герай, сын (1466 — 68) (1474 — 75) (1476 — 78).
- 3. Менгли I Герай, брат (1468 — 74) (1475 — 76) (1479—1514).
- 4. Хайдар Герай, сын 1 (1475)
- 5. Джанибег, племянник хана Большой Орды Ахмата (1478 — 79).
- 6. Мухаммед I Герай, сын 3 (1514 — 23)*
- 7. Газы I Герай, сын (1523)*
- 8. Саадет I Герай, сын 3 (1523 — 26).
- 9. Ислам I Герай, сын 5 (1526 — 32, уб. 1537)*
- 10. Сахиб I Герай, сын 3 (1532 — 51, хан Казани 1521 — 24).
- 11. Девлет I Герай Тахт Алган, плем. (1551 — 77).
- 12. Мухаммед II Герай, сын (1577 — 84)*
- 13. Ислам II Герай, брат (1584 — 88)*
- 14. Газы II Герай, брат (1588 — 96) (1596—1608).
- 15. Фетих I Герай, брат (1596)*
- 16. Тохтамыш Герей, сын 13 (1608).
- 17. Селямет I Герай, сын 10 (1608 — 10).
- 18. Джанибек Герай, плем. (1610 — 23) (1627 — 35).
- 19. Мехмед III Герай, кузен (1623 — 27).
- 20. Инает Герай, сын 13 (1635 — 36).
- 21. Бахадыр I Герай, сын 16 (1636 — 41).
- 22. Мехмед IV Герай, брат (1641 — 44) (1654 — 66).
- 23. Ислям III Герай, брат (1644 — 54).
- 24. Адиль Герай, внук 14 (1666 — 71).
- 25. Селим I Герай (Хаджи Селим Герай), сын 20 (1671 — 78) (1684 — 91) (1692 — 99) (1703 — 04).
- 26. Мурад Герай, плем. 22 (1678 — 83).
- 27. Хаджи II Герай, кузен (1683 — 84).
- 28. Саадет III Герай, брат (1691 — 92).
- 29. Сафа Герай, кузен (1692).
- 30. Девлет II Герай, сын 24 (1699—1702) (1709 — 13) (1716).
- 31. Газы III Герай, брат (1704 — 07).
- 32. Каплан I Герай, брат (1707 — 09) (1713 — 16) (1730 — 36).
- 33. Девлет III Герай (Кара-Девлет Герай), сын 23 (1716 — 17).
- 34. Саадет IV Герай, сын 24 (1717 — 24).
- 35. Менгли II Герай, брат (1724 — 30) (1737 — 39).
- 36. Фетих II Герай, сын 29 (1736 — 37).
- 37. Селямет II Герай, сын 24 (1739 — 43).
- 38. Селим II Герай, сын 31 (1743 — 48).
- 39. Арслан Герай, сын 29 (1748 — 56) (1767).
- 40. Халим Герай, сын 33 (1756 — 58).
- 41. Кырым Герай, сын 29 (1758 — 64) (1768 — 69).
- 42. Селим III Герай, сын 35 (1764 — 67) (1770 — 71).
- 43. Максуд Герай, сын 36 (1767 — 68) (1771 — 72).
- 44. Девлет IV Герай, сын 38 (1769).
- 45. Каплан II Герай, сын 41 (1770).
- 46. Сахиб II Герай, плем. 40 (1772 — 74).
- 47. Шахин Герай, брат (1777 — 83) (форм. 1785).
- 48. Бахадыр II Герай, сын 42 (прет. 1781) (форм. 1783 — 85).
- Шахбаз Герай (в Буджаке 1787 — 89).
- Бахт Герай (1789 — 92).[97][98]